# Œuvre gouaché et aquarellé d'Albrecht Dürer

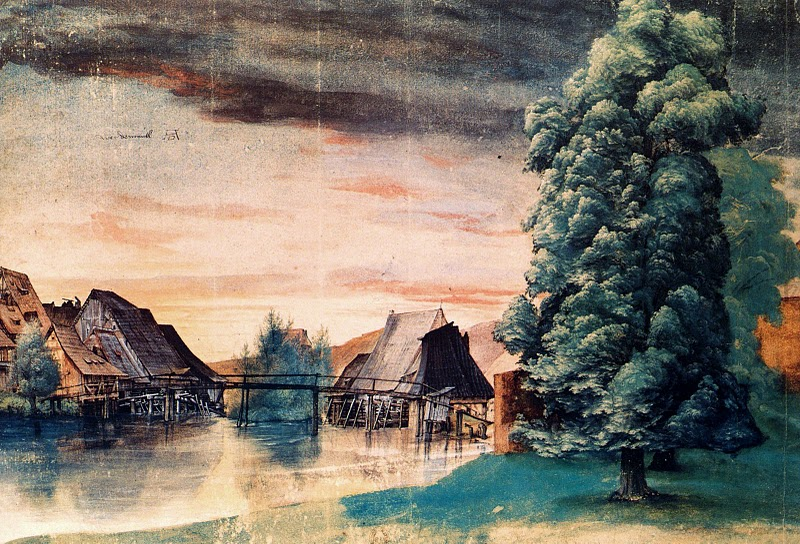
Les Moulins à Eau sur la Pegnitz, 1498, Cabinet des estampes, Paris

Pour un article plus général, voir Albrecht Dürer.
L'œuvre gouaché et aquarellé d'Albrecht Dürer comporte une petite centaine d'aquarelles qui nous sont parvenues.
Albrecht Dürer nous offre « la première aquarelle qui, dans l'histoire de l'art, est le premier paysage en couleur qui représente exactement un lieu précis ». Lors de son voyage à Venise il produit un premier corpus consacré à la nature et à quelques châteaux ; à son retour il représente les faubourgs de Nüremberg. Les spécialistes ne s'accordent toutefois pas toujours sur la chronologie de ces œuvres.
Dürer doit sa gloire à son œuvre peint, ses peintures traduisent un effort réel d'intégrer lignes et couleurs, mais il ne pourra du fait des exigences de ses commanditaires laisser libre champ à sa créativité. Au contraire, ses aquarelles lui permettront de s'exprimer librement, et de révéler les bases techniques et personnelles de son art. Comme il le suggèrera lui-même : 

« Je ne sais pas ce qu'est la beauté. L'art véritable est dans la nature ; qui sait l'en extraire, le possède. »

Résultats d'un travail de longue haleine sur la nature sauvage autant que sur la nature façonnée par l'homme, ces paysages n'ont jamais pu exercer la moindre influence immédiate sur l'art de l'époque puisqu'ils sont restés en possession de leur auteur.

## Historique

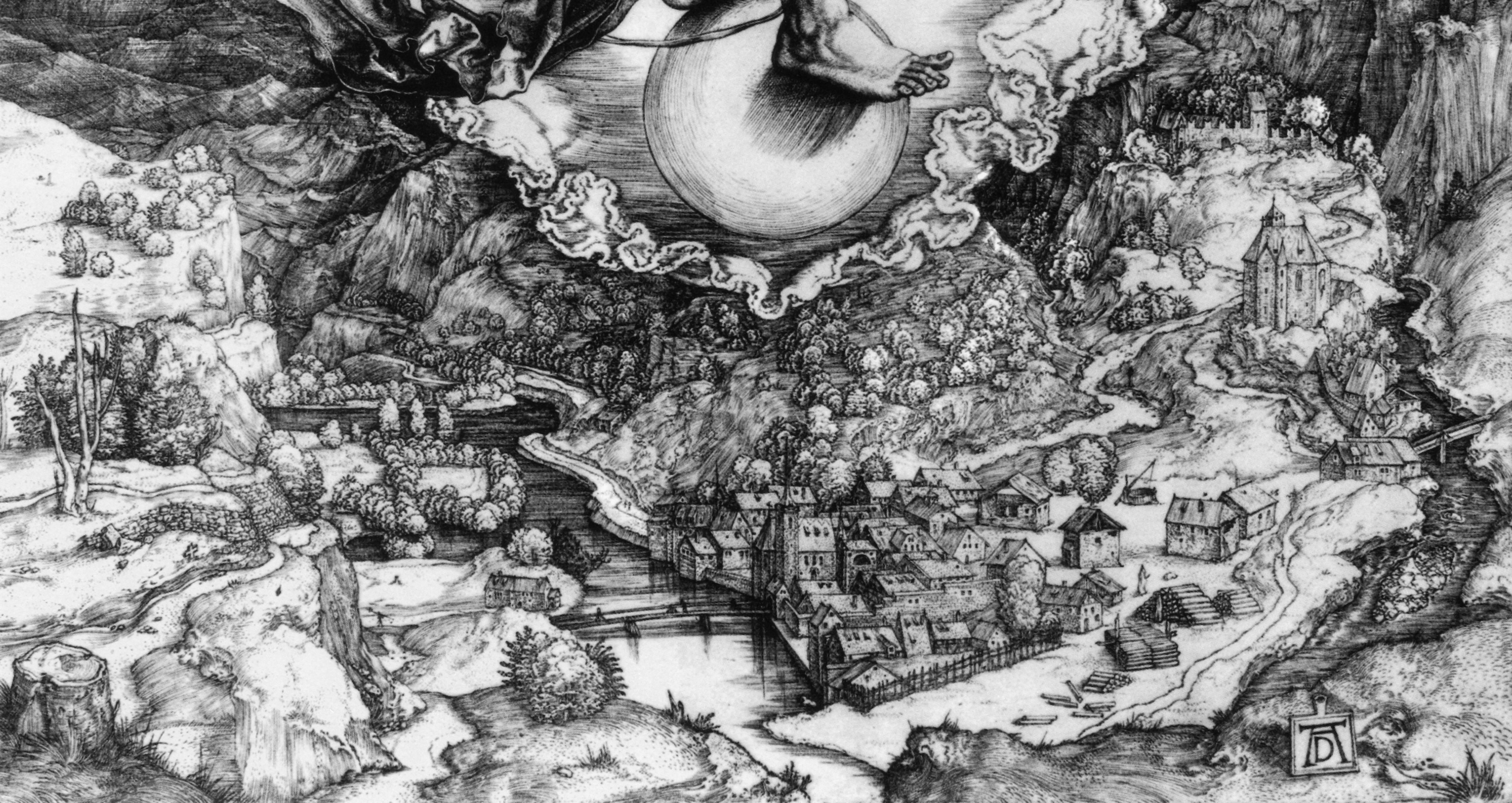
Détail de Némésis
gravure de 1502

### L'Œuvre aquarellé et son influence?
Dürer n'a intégré directement ses travaux aquarellés à ses œuvres destinées au public que dans quelques cas :
- En ce qui concerne ses études exécutées en Suisse, une vue de Col du Klausen dans le Canton de Glaris], aujourd'hui perdue, a été utilisée pour le burin intitulé Némésis ou La grande Fortune[5],[6],[7], gravée en 1502 au retour de son premier voyage. On peut y voir le Col du Klausen dans le Canton de Glaris en Suisse. L'aquarelle originale a disparu.
- La Maison du pêcheur au bord d'un étang relié à la Pegnitz, figure à l'arrière-plan de la Madone au Singe.
- Un dessin à la pointe métallique, autrefois conservé à Rotterdam, réalisé probablement en 1517 lors d'un voyage de Dürer à Bamberg[b], représente le village de Kirchehrenbach en Franconie à 31 km au nord de Nuremberg, au pied du mont et du château Ehrenburg. Il a été repris (eau-forte)[9] dans Le grand canon, une eau-forte de 1518[c].
- Enfin, le Manteau du pape sera utilisé pour la Fête du Rosaire[10],[11].

### Histoire de la collection

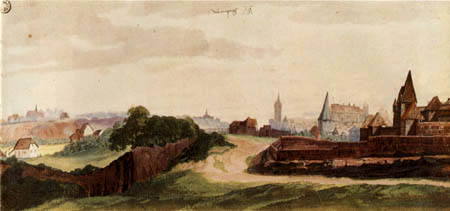
L'Ouest de Nüremberg
vendue par l'épouse de Dürer
volée à l'Albertina
réapparue au Kunsthalle de Brême
disparue en 1945

Les aquarelles, devenues tout d'abord la propriété de la veuve de l'artiste, Agnes Frey (1475 - 1539), ont été dispersées par la suite et se trouvent actuellement réparties entre une dizaine de collections différentes.
Beaucoup furent achetées auprès d'Agnès Frey par l'archiduc Albert d'Autriche qui étoffait les collections du palais de l'Albertina où il résidait s'entourant de nombreux chefs-d'œuvre. Il semble ensuite que plusieurs vols ou ventes illégales aient eu lieu entre 1809 et 1814, l'Albertina étant alors sous la direction d'un certain François Lefèvre. Ce sont toutefois des faits incertains, ceux-ci ayant été découverts après son décès, quand les inventaires démontrèrent une réduction drastique du nombre d'œuvres de l'Albertina dont le corpus au départ, était composé de 371 dessins.
Joseph von Grünling, marchand d'art viennois, vendit 41 œuvres à la Cité de Brème vers 1809.
La collection du comte Antoine François Andréossy (1761-1828) que Napoléon avait nommé commandant de la place de Vienne lors de la défaite autrichienne de 1809, s'enrichit d'une centaine d'œuvres, elles aussi probablement achetées à François Lefèvre, le français nommé conservateur de l'Albertina. Même si Vienne en conserve le plus grand corpus actuel - près de 150 - la collection fut largement pillée ou dispersée et près de 220 dessins et aquarelles disparurent, parfois pour réapparaitre dans d'autres collections, et notamment celles de Brême, du Louvre de Lviv, autrefois Lemberg, ou encore du Musée de l'Ermitage.

#### Le vol du Kunsthalle de Brême en 1945
Cet ensemble, comprenant quelques-unes des feuilles les plus importantes enlevées à l'Albertina de Vienne au début du XIXe siècle, est racheté par la Kunsthalle de Brême en 1851. Disparues à la fin de la Deuxième Guerre mondiale, ces feuilles ont peut-être été détruites. Il est désormais impossible d'avoir un contact direct avec les originaux, d'établir des comparaisons entre eux et avec les reproductions en couleurs contenues dans quelques ouvrages. Il s'agit incontestablement de la plus grande perte que l'art allemand ait subie du fait de la guerre.

## Corpus
Les aquarelles sont ici classées provisoirement par genre puis par ordre chronologique, car de nombreuses dates ont été ajoutées par des mains différentes et de nouvelles œuvres sont apparues depuis les premiers catalogues raisonnés, quoique certains auteurs n'aient pas la même interprétation.
Dürer va composer des aquarelles pendant deux périodes créatrices. La première est en lien étroit avec son premier voyage en Italie et donc jusqu'en 1496 : c'est l'époque de l'aquarelle des paysages. Pionnier dans l'art d'utiliser la transparence et les glacis, Dürer va réussir à rendre les phénomènes de lumière et de reflets lors de sa confrontation avec la nature alpestre : dans Insbruck vue du Nord, La ville et le château d'Arco, Montagne Welche ou encore dans le Dosso di Trento.
Non seulement Dürer va faire de ce type de tableau un genre autonome, mais il a aussi fait évoluer la conception de l'aquarelle, ce qui est encore plus étonnant[réf. nécessaire].

### Compagnon en Allemagne
Dérivant de la même tradition « conservatrice » de son premier maître Michael Wolgemut, ce sont des études de paysages à l'aquarelle et à la gouache, telles que les Tilleuls, les paysages avec la Tréfilerie et la Johanneskirchhof que Dürer va d'abord achever. Elles nous remettent en mémoire les charmants détails qui animent les arrière-plans des tableaux de Hans Pleydenwurff — professeur de Michael Wolgemut — du Maître de Landau et du Maître du Pseudo-retable de Maître de Piringsdorf, comme son effet de la maison reflétée dans l'eau dans son panneau de Saint-Bernard ; ce genre de détail dut faire l'objet d'études préliminaires d'après nature, d'un style et d'une technique très similaires à ceux de Dürer.

#### Les deux premiers paysages

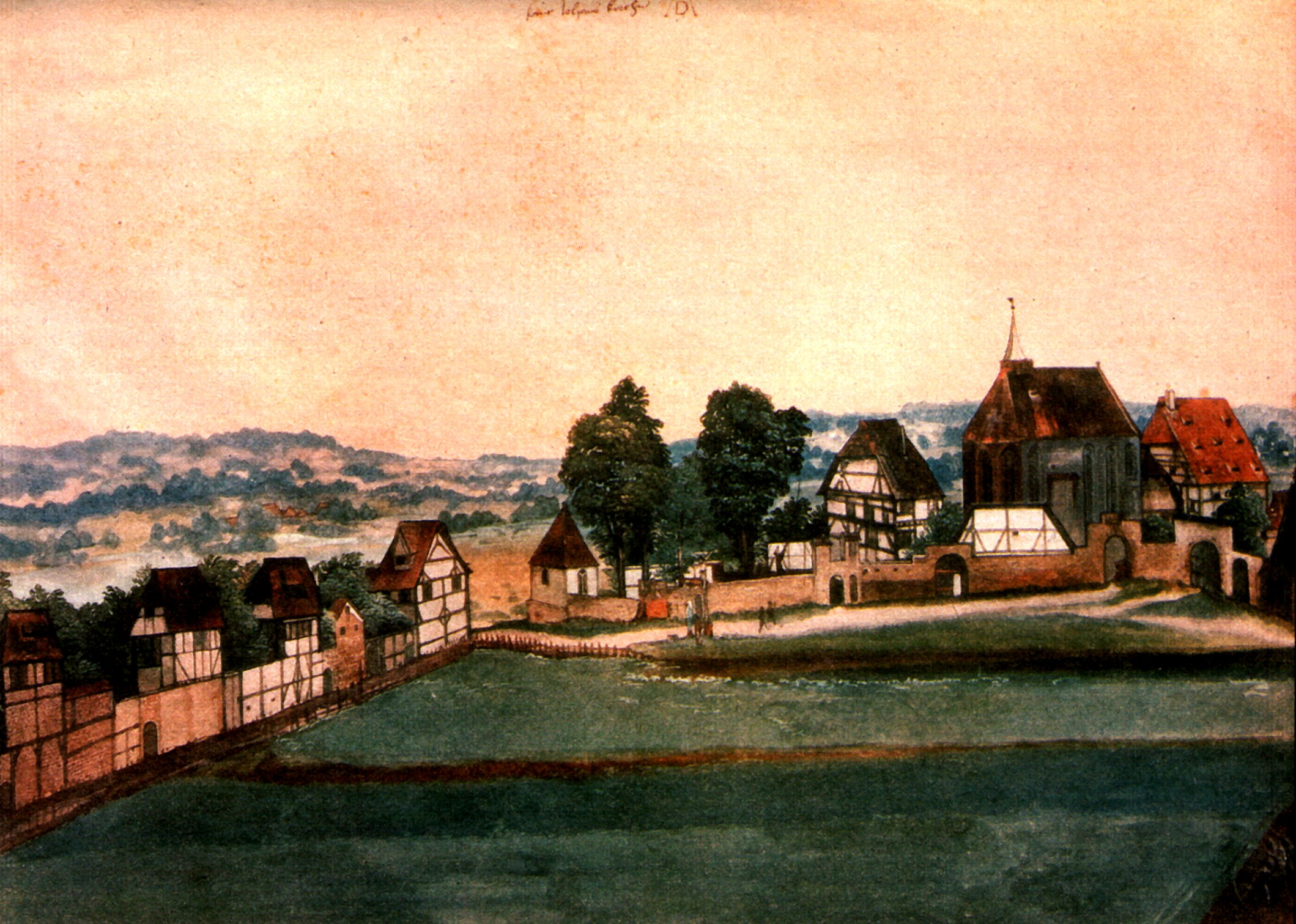
Le Cimetière et l'église Saint-Jean
v. 1489, Autrefois à Brême, Kunsthalle

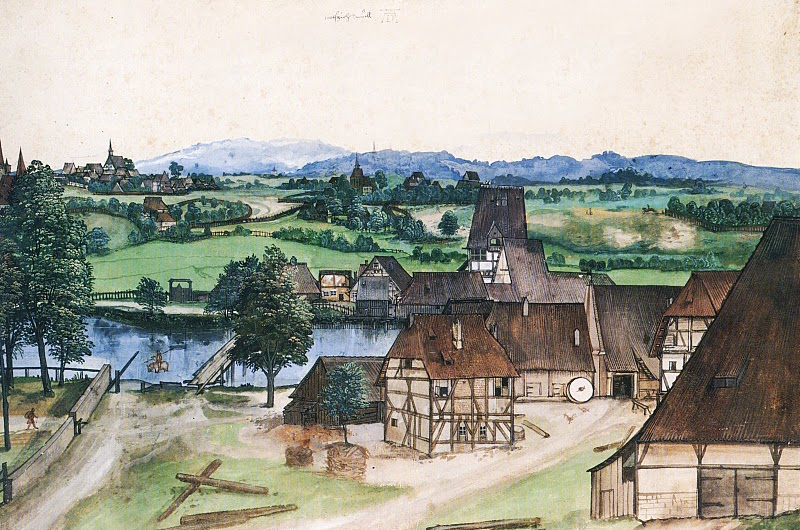
La Tréfilerie sur la Pegnitz
1489-1490, Kupferstichkabinett

Les premiers paysages à l'aquarelle d'Albrecht Dürer représentant avec exactitude les localités de la région de Nuremberg remontent à la fin du printemps ou à l'été 1494 au plus tard. C'est-à-dire à une époque postérieure à son Tour de compagnonnage. Les historiens d'art ont également avancé l'hypothèse selon laquelle les premiers travaux de ce genre n'apparaissant pas sous forme de série, auraient été réalisés dès la période d'apprentissage chez Michael Wolgemut. Si l'on ajoute à cela qu'ils se composent, entre autres choses, d'arbres au feuillage nettement estival, ils ne peuvent dater que de l'été 1489. Leur titre — trotzich müll (tréfilerie) et Sankt Johan Kirche (église Saint-Jean) — inscrit dans le ciel contre le bord supérieur de la feuille, s'intègre bien à l'ensemble ; il y a également un monogramme apocryphe, ajouté ultérieurement par une main étrangère. De cette époque datent également deux études d'arbres, un sapin et un tilleul sur un bastion. Mais il est étonnant de constater qu'à cette époque où il s'était montré déjà habile à exécuter de plaisantes gravures à personnages et à peindre de solides portraits comme celui de son père, il était tout à fait incapable de dessiner correctement une maison. Il était évident que Michael Wolgemut ne lui avait pas enseigné la perspective.
L'un des effets les plus déterminants que ce voyage en Italie va avoir sur l'art de Dürer est un changement total dans la conception du paysage. Ses premières études, datant de son apprentissage chez Wolgemut, se classent en deux grandes catégories : ou bien elles représentent des motifs isolés, comme un ensemble de constructions, une masse de rochers ou un groupe d'arbres ; ou bien elles vont représenter un lieu bien défini comme La Tréfilerie ou la Chapelle Saint-Jean qui est la plus ancienne œuvre connue de Dürer . Dans ce cas, du manque d'expérience du jeune artiste quant à la perspective, il en résulte que le paysage est de guingois et semble basculer vers le côté inférieur gauche ; en outre, l'importance accordée à l'étude topographique s'accompagne de sécheresse et d'uniformité dans le traitement. Les données objectives sont enregistrées, plutôt qu'interprétées dans un souci de véritable composition ; et tous les détails, proches ou lointains, ressortent avec une égale précision, l'air et la lumière paraissant à peine affecter les couleurs réelles des bâtiments, des arbres et des prés. Dürer peindra souvent sa ville, mais curieusement et uniquement les faubourgs.
- L'église Saint-Jean, 1489-1490, aquarelle et gouache sur parchemin, 29 × 42,3 cm, inscription autographe :Sant Johan Kirche, monogramme non autographe, autrefois à Brême, Kunsthalle (dérobée pendant la guerre). C'est la représentation précise du cimetière et l'église Saint-Jean à Nürenberg à l'ouest de la vieille ville, avec l'église et le cimetière vus du nord[18], il y sera enterré à son décès en 1528. ;
- La Tréfilerie sur la Pegnitz, 1489-1490, aquarelle et gouache sur parchemin, 28,6 × 42,6 cm, inscription manuscrite : Trotszch Mull, « moulin de tréfilage », Kupferstichkabinett Berlin. Certains auteurs la situent au retour de Dürer en 1494[19]. Il existe un dessin au Musée Bonnat à Bayonne qui reprend le même paysage, légèrement déporté vers la droite, ce qui accentue l'unité de l'espace. La date du dessin est incertaine, mais probablement postérieure[20].

Il s'agit de la première aquarelle de l'histoire de l'art représentant un paysage autonome. Cette tréfilerie fut le premier complexe industriel de la cité médiévale de Nuremberg. Les métaux étaient travaillés aux abords de la ville, dans des moulins qui activaient les tréfileries sur les rives de la Pegnitz, mais surtout du côté de Lauf. Invention récente en Allemagne, les barres de fer étaient tirées au travers des trous de la filière grâce à des roues à arbre coudé mues par l'énergie hydraulique. Ce système avait été mis au point à Nuremberg. Dürer a peint une de ces manufactures près des Prés Haller, qui étaient alors à l'Ouest de la ville. Même si l'aquarelle de Dürer ne laisse rien deviner de l'aspect technique des choses — seule une roue de rechange appuyée contre le mur opposé à la rivière donne une indication sur la nature du bâtiment — il n'est guère plausible que Dürer ait été sensible au charme du site, qu'il a représenté deux fois ; son caractère typique, spécifiquement régional, devrait avoir joué aussi un rôle non négligeable.[réf. nécessaire]

#### Tour de compagnonnage

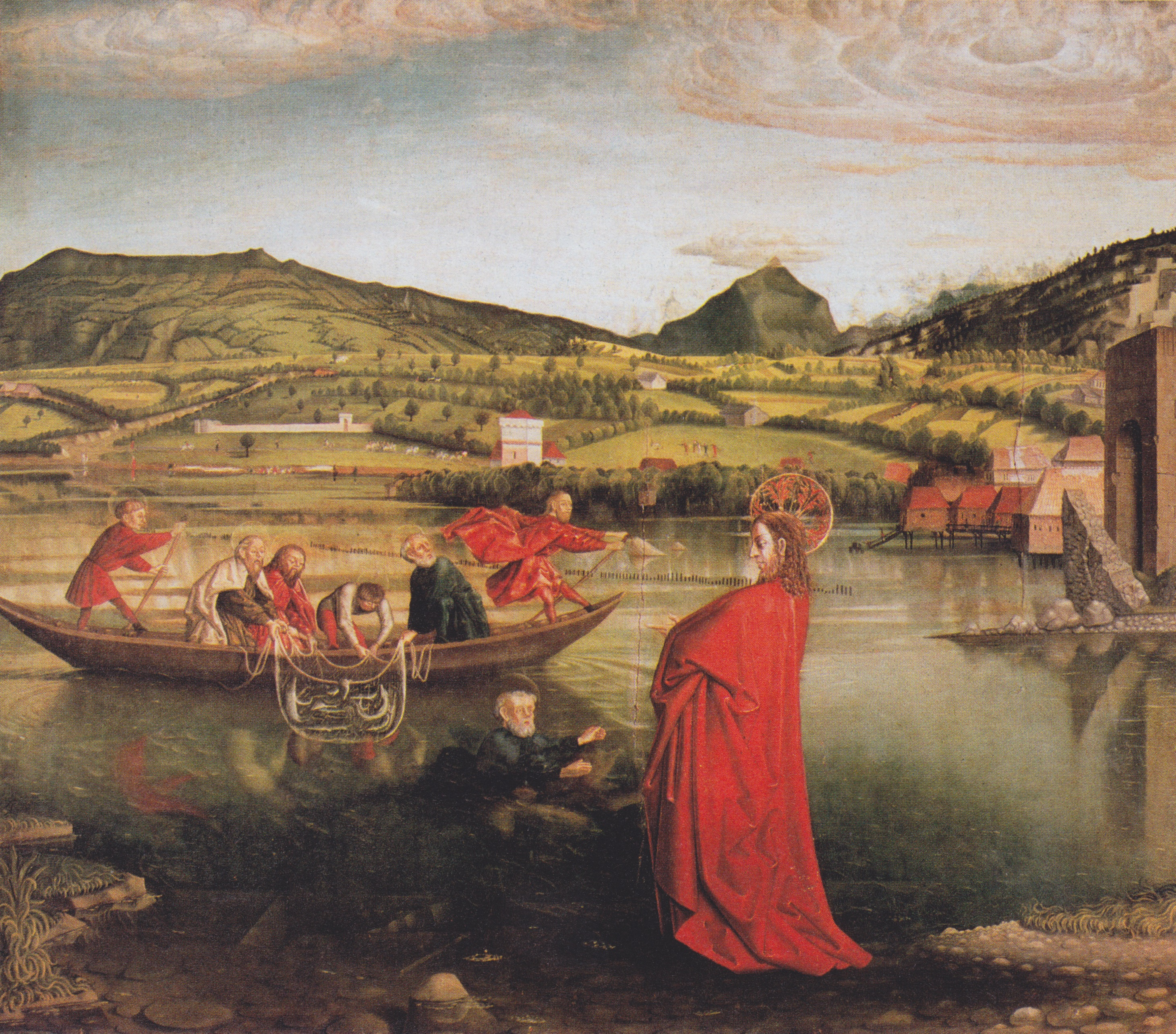
La pêche miraculeuse
de Konrad Witz, 1444
Genève, Musée d'art et d'histoire

De toute une série d'éléments on peut conclure que Dürer n'a commencé à reproduire des paysages qu'après son Tour de compagnonnage : les vues de localités tyroliennes que Dürer réalise ensuite peuvent être identifiées grâce à une inscription analogue, quoiqu'un peu plus grande. Certains dessins sont simplement intitulés montagnes italiennes ou bien un château italien, d'où l'on conclut que le peintre a porté ces indications après son retour au pays, alors qu'il n'avait plus en tête le nom des lieux. Les premières œuvres de ce type présentent la même richesse de détails et la même structure horizontale que les paysages représentés à l'arrière-plan de nombreux panneaux peints. On remarque particulièrement cette parenté dans l'étagement des teintes des Moulin de la Pegnitz, grises, violettes et brunes au premier plan, verte au plan intermédiaire et bleues au niveau des lointains montagneux. Si on remplaçait par un groupe de personnages les maisons en deçà du fleuve, tout en conservant la grange au toit recouvert de roseau et partiellement cachée par le bord droit du tableau, on obtiendrait une composition d'ensemble étonnamment proche de celle de La Pèche miraculeuse de Konrad Witz.
Dans ce domaine, Dürer a d'abord été influencé par les paysages constituant l'arrière-plan des tableaux de l'école de Nüremberg. Mais il l'a été bien davantage par les expériences qu'il a faites au cours de son voyage dans le Haut-Rhin et peut-être aussi durant son séjour aux Pays-Bas.

### Premier voyage vers Venise, 1494
Ce voyage débute en automne 1494 et dure jusqu'au printemps 1495.

#### Contexte commercial et humaniste
Si les motifs qui ont effectivement conduit Dürer de Nuremberg à Venise sont toujours du domaine de la conjecture, ils coïncident toutefois avec le début d'une épidémie de peste à Nuremberg[réf. nécessaire] ; rien n'est en revanche ignoré des relations politiques et commerciales établies entre les deux villes marchandes, Venise étant plus proche que Gênes. Les premières transactions commerciales entre Nuremberg et Venise sont attestées dès 1328. Un courrier régulier assurait la liaison permanente entre les deux villes. Les négociants de la ville impériale ont tôt fait de jouer un rôle prépondérant dans la cité sur la lagune. Dans ce vaste comptoir allemand — entrepôt et résidence — du Fontego dei Tedeschi au Rialto où toutes les denrées destinées à l'importation ou l'exportation devaient être entreposées pour droits de douane, sept compagnies de Nuremberg — dont celle des Pirckheimer — contrôlaient six des cinquante-quatre chambres. La messe était dite en allemand à l'église San Bartolomeo.

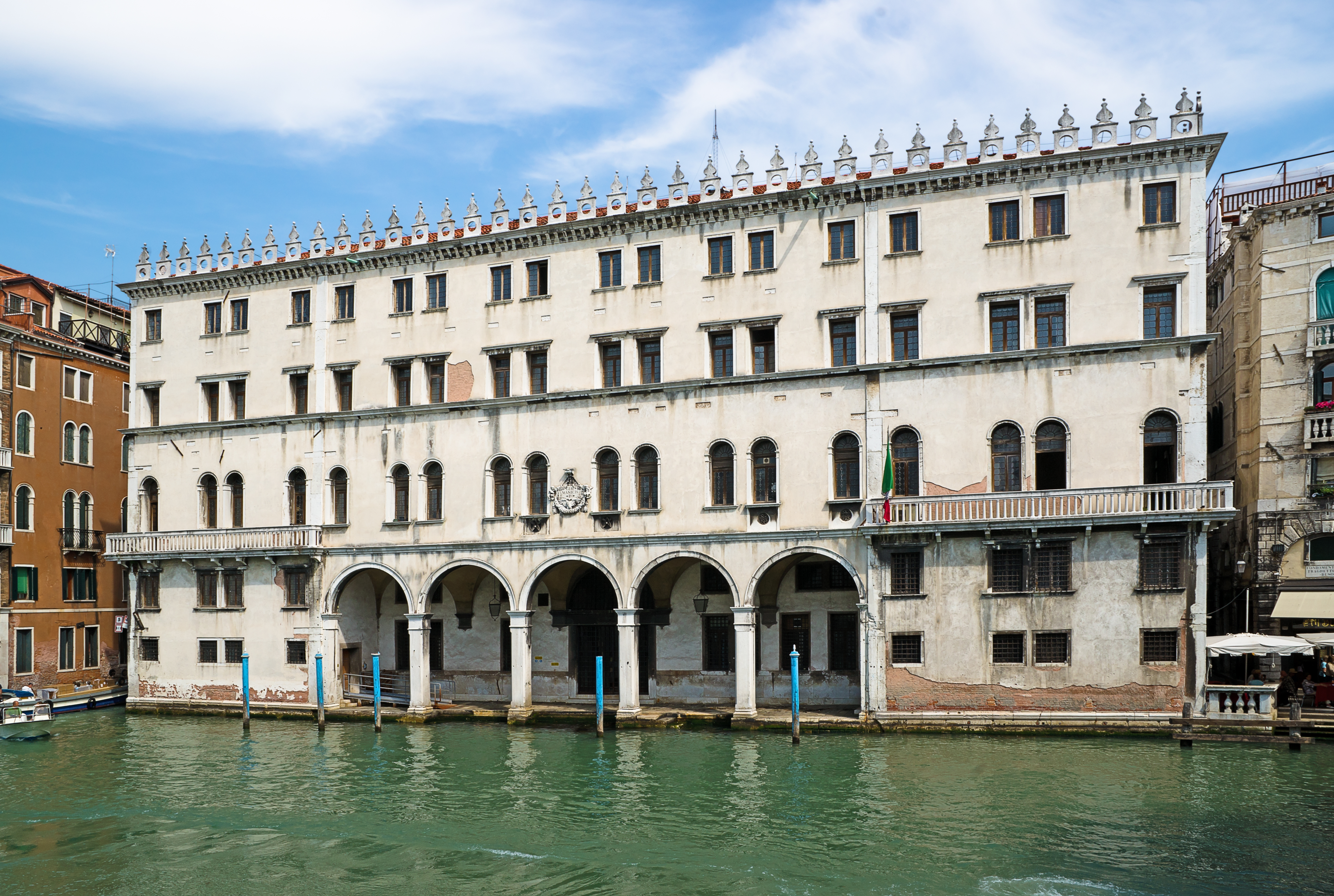
Le Fondaco dei Tedeschi
siège des compagnies de Nuremberg

C'est probablement pour ces raisons que Dürer, lorsqu'il envisagea de se rendre en Italie pensa tout naturellement à Venise où il pouvait rencontrer non seulement des artistes italiens au sommet de leur carrière comme Giovanni Bellini — âgé d'un peu plus de 60 ans — des éditeurs de premier plan, mais encore des compatriotes pouvant, le cas échéant, lui venir en aide et contribuer, par des commandes de tableaux, à financer ses frais de séjour. Enfin, se situe à trente kilomètres de là la ville de Padoue, dont l'université est renommée, et où Willibald Pirckheimer, grand ami de Dürer, fit ses études de 1488 à 1491.
Dans l'œuvre de Dürer, seules deux aquarelles précèdent ce voyage, L'église Saint-Jean et La Tréfilerie, exécutées dans les environs de Nuremberg. L'attention a été attirée sur le fait que les paysages autonomes de Dürer, représentant Nuremberg, Innsbruck ou Trente sont contemporains de vues urbaines de la Weltchronik de Hartmann Schedel, ainsi que du premier traité de l'origine de la situation, des mœurs et des institutions de Nuremberg, rédigé en latin par Konrad Cletis et soumis en 1495 au Conseil de la ville. Le recueil de ces écrits, intitulé Norimberga, fut imprimé en 1502 avec un frontispice exécuté d'après un dessin de Dürer. Au même moment, l'humaniste nourrissait le projet, sous l'influence de correspondants étrangers, d'une Germania Illustrata, description détaillée de l'Allemagne inspirée de l'Italia Illustrata de Flavio Biondo. Ces différentes publications révèlent l'émergence d'un intérêt nouveau pour la description topographique; cependant, la précision impérative de la description topographique ne put à elle seule rendre compte du phénomène artistique de l'aquarelle chez Dürer, qui repose sur la seule utilisation de la lumière et de la couleur pour créer les données spatiales du paysage.
Pour ce voyage entrepris à l'automne, à pied où à cheval, accompagnant probablement des marchands, Dürer n'emprunta pas la liaison rapide, mais fit une halte aux endroits qui lui semblaient mériter un relevé topographique dessiné et aquarellé. Ces représentations de paysages, de vues urbaines et d'édifices permettent de suivre avec une relative précision l'itinéraire parcouru, dans les deux sens, par le Tyrol, des deux côtés des Alpes.
Les aquarelles que Dürer réalisa au cours de son voyage à travers les Alpes, appartiennent d'après les chercheurs à deux catégories, et cela à partir de critères botaniques : celles qu'il réalisa en automne 1494 au cours du voyage aller vers Venise, et celles réalisées au printemps de 1495 lors du retour, lorsqu'il eut pris connaissance de la peinture italienne. Dans ces dernières, une assez grande différenciation est à remarquer. On pourrait même expliquer les différences stylistiques en se fondant exclusivement sur l'évolution propre de Dürer, qui s'intéressa fréquemment aux impressions paysagistes. La Vue d'Innsbruck est considérée par les chercheurs, comme la première de la série.

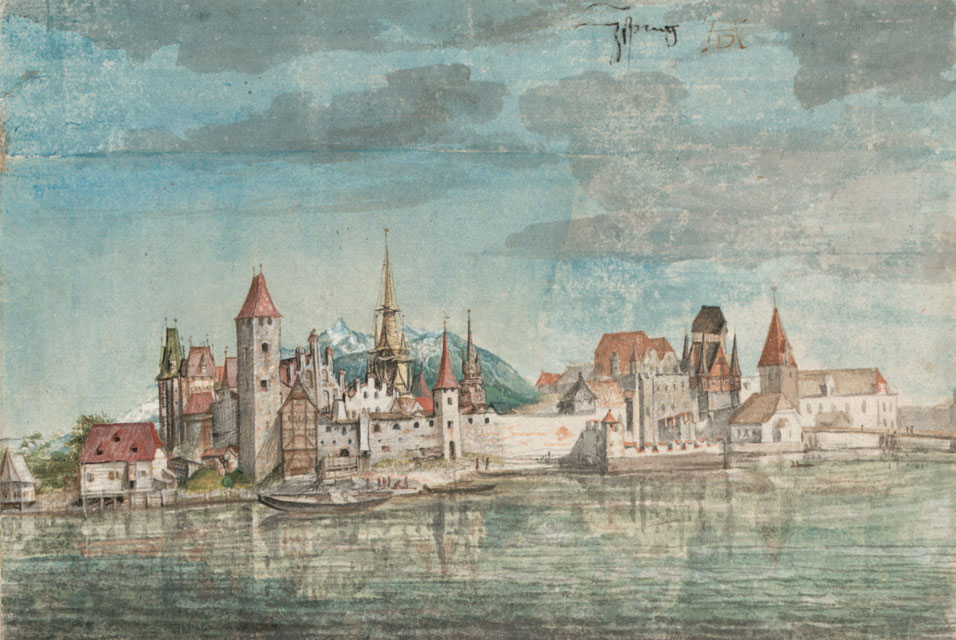
Innsbruck vue du Nord
1494, Albertina, Vienne

#### Étapes représentées
Au départ la route choisie correspond approximativement au chemin habituel par Augsbourg, Mittenwald et Innsbruck, soit 626 km environ. À l'occasion d'une étape prolongée dans cette dernière ville, il exécuta trois aquarelles: une vue générale de la ville au-dessus de l'Inn, et deux relevés de la cour du château, aujourd'hui retrouvés. Sur la route du Brenner, le voyageur va exécuter l'aquarelle du Rabenstein, montagne devant Waldbruck.
Cette hypothèse tendrait à démontrer qu'une grande partie des aquarelles — à l'exception sans aucun doute de la Ville et Château d'Arco — fut ainsi réalisée au cours du voyage aller, quoique Erwin Panofsky les situent toutes au retour.

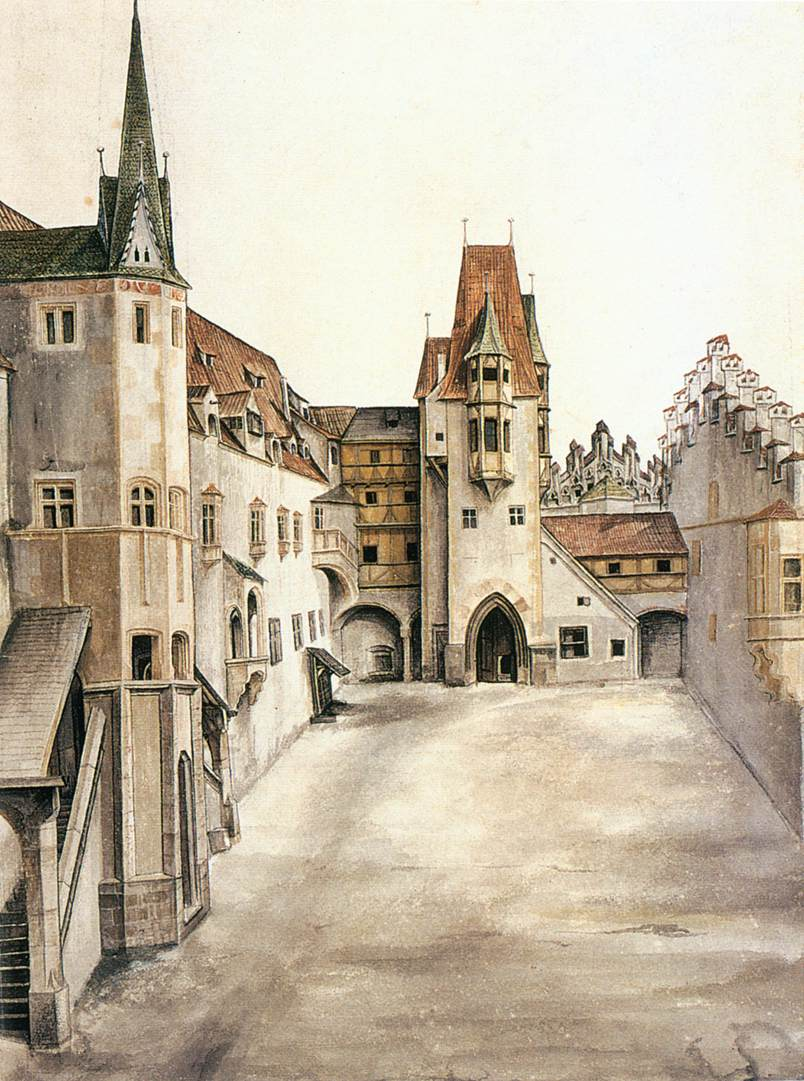
Cour du château d'Innsbruck
1494, Albertina, Vienne

De Nuremberg à Venise, il y a environ 620 km : les étapes importantes sont Augsbourg, à 145 km, Mittenwald 140 km plus loin, le Tyrol pour rejoindre Innsbruck à 54 km puis en passant par le Col du Brenner qui sépare l'Autriche et la république de Venise, on arrive à Trente à 175 km, dernière étape avant Venise. Dans des conditions normales, le voyage direct entre les deux villes demandait quatorze jours.

##### Innsbruck
On a eu raison de souligner la parenté existant entre sa vue générale d'Innsbruck vue du Nord et certaines peintures plus anciennes représentant la ville. Toutefois, elle se limite à la composition du tableau, à ce profil urbain fait d'édifice en enfilade et intégralement visible pour les plus importants d'entre eux. Cela dit, il faut également préciser que Dürer a mis en œuvre des moyens artistiques totalement nouveaux, destinés à représenter la ville comme une réalité se modifiant constamment en fonction de la saison, du temps et de la position du soleil. De cette façon, des phénomènes déjà constatés et reproduits avant lui, comme le reflet des maisons dans les eaux courantes de l'Inn, sont traduits avec une expressivité plus grande, résultant d'une observation précise des conditions naturelles. Le ciel encombré de couches de nuages plus ou moins épaisses et qui ne s'éclaircit tout à fait qu'au sud, par-dessus les cimes encore particulièrement enneigées, laisse passer une lumière diffuse — elle-même enrichie par le miroitement de l'eau — dans laquelle toute la ville semble flotter. Tout en représentant les détails architecturaux avec la plus grande précision — et même l'échafaudage de la Tour aux armoiries, construite et peinte dans la dernière décennie du XVe siècle sur l'ordre de l'empereur Maximilien Ier — Dürer parvient à faire fondre les divers éléments du tableau en un tout homogène, qui intègre la ville au paysage et qui est rempli d'air et de lumière.

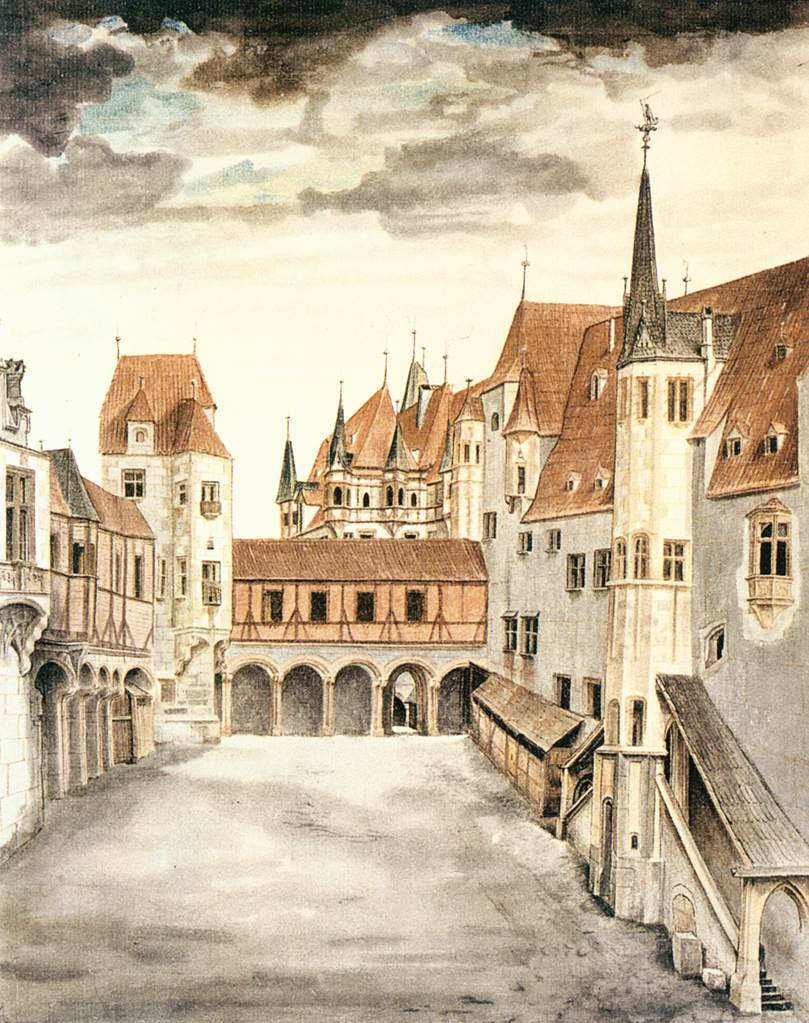
Cour du château avec un ciel nuageux
1494, Albertina, Vienne

- Innsbruck vue du Nord, automne 1494, aquarelle et gouache sur papier, 12,7 × 18,7 cm, Inscription: Isprug, Albertina, Vienne

On ne possède aucune indication de lieu sur deux vues montrant la cour intérieure d'un château, dans lequel on pense reconnaître le château d'Innsbruck, la structure architecturale de ce château ayant été totalement modifiée au XIIIe siècle. En tant que vue rapprochée d'architecture, ces deux feuilles constituent un cas isolé dans l'œuvre de Dürer au point qu'on en a douté qu'il en fut l'auteur, d'autant que l'atmosphère qui règne dans la vue d'ensemble d'Innsbruck est absente de ces deux feuilles. Cela dit, si l'on considère la très grande exactitude dans le rendu des détails et la qualité esthétique de l'ensemble — notamment le choix et la disposition harmonieuses des teintes — on a du mal a les attribuer à quelqu'un d'autre.
De toute évidence, le jeune artiste n'était pas encore en mesure de mettre en accord une vue rapprochée assez difficile à composer du point de vue de la perspective — celle de bâtiment encastrés les uns dans les autres — avec la vue d'ensemble, nécessairement plus éloignée qui comporte elle aussi des masses de nuages d'une égale densité. La rapidité de ses progrès dans ce domaine — c'est-à-dire la peinture de bâtiments dans un paysage — est attestée par les œuvres qu'il réalisa durant les étapes du voyage qui va le mener à Venise et tout particulièrement lors de son retour au pays .
- Cour de l'ancien château d'Innsbruck (sans nuage), 1494, aquarelle et gouache sur parchemin, 36,8 × 27 cm, Albertina, Vienne. Probablement la cour du château d'Hofburg d'Innsbruck, reconstruit au XVIIIe siècle. Rien ne subsiste de ce que Dürer vit en 1494.
- Cour du château d'Innsbruck avec un ciel nuageux, 1494, aquarelle et gouache sur parchemin, 33,5 × 26,7 cm, Albertina, Vienne. Probablement la cour du château d'Hofburg d'Innsbruck, exécutée de la fenêtre opposée. Le ciel nuageux est probablement d'une autre main[36]. Le fait que Dürer ne représenta jamais de motifs architecturaux tels quels et que l'atmosphère de l'ensemble de la ville d'Innsbruck est déficiente à bien des égards ont fait douter de l'authenticité de ces vues de cours. Certains historiens[37] furent autrefois tentés d'y voir la représentation du château de Cadolzburg près de Fürth.

##### Trente

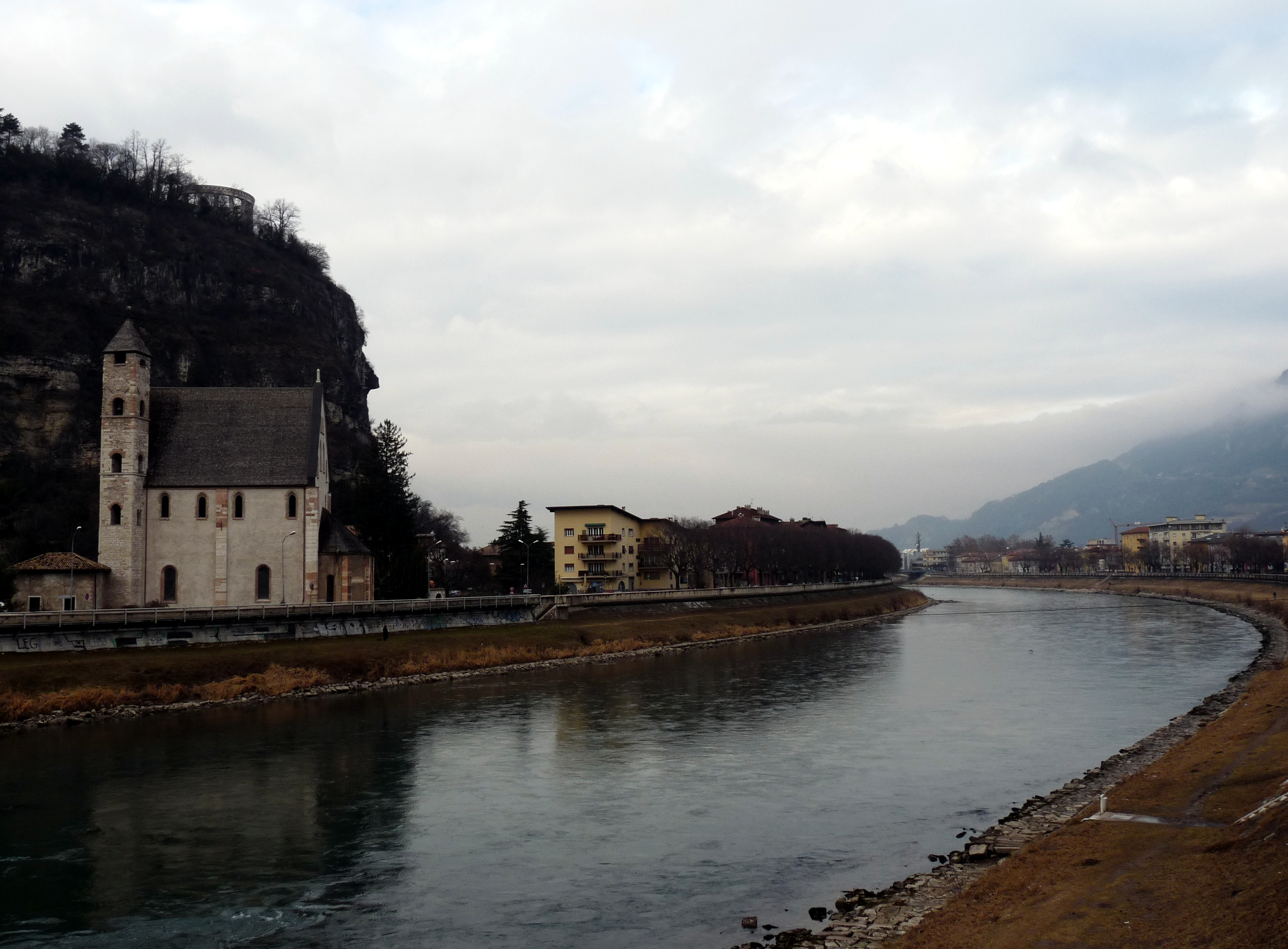
L'église Saint-Apollinaire
on observe la forme du Dosso di Trento
le long de l'Adige.

Même lorsqu'il se limite à la représentation d'un motif isolé comme le château de Trente, les détails sont subordonnés à une idée générale dominante. Défini comme une ferme aux ligne aux indentations multiples, l'ensemble des édifices surgit, comme en prolongation et en contraste à la fois, de masse de terrain presque informe et une atmosphère lumineuse baigne le paysage tout entier.

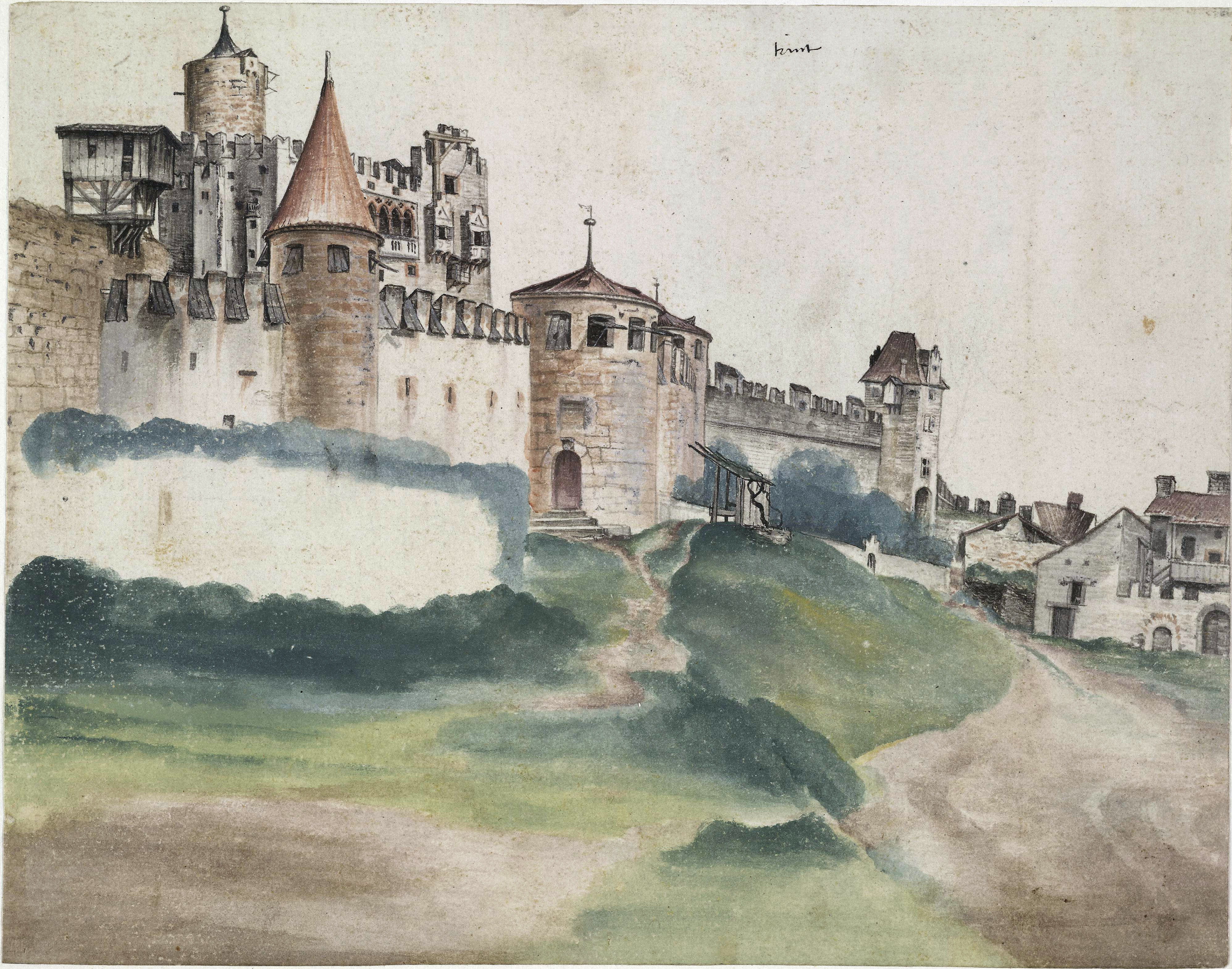
Le Château de Trente
1494, British Museum, Londres

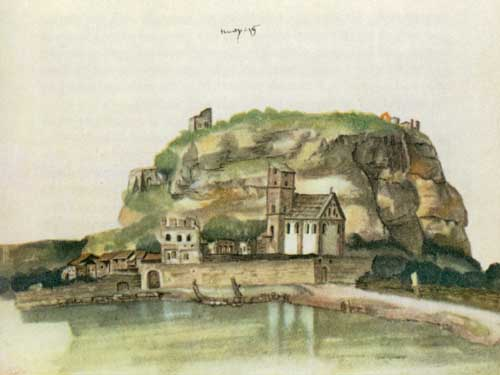
Le Dosso di Trento
1494, Landesmuseum, Hanovre

De même que le château de Trente n'est plus un document, mais une « image », de même la perspective de la Ville de Trente n'est dès lors plus un inventaire topographique, mais une « vue » véritable.
Comme il l'a fait à Innsbruck, Dürer peint, pendant son séjour à Trente, une vue d'ensemble de la ville au milieu d'un paysage et un tableau consacré à son château. Dans la mesure où le château, jadis résidence des princes-évêques n'a subi jusqu'à nos jours que peu de transformations, il est aisé de vérifier l'exactitude de la reproduction.
Les seuls changements qui soient intervenus sont dus au détournement du cours de l'Adige et ils ne concernent que le nord de la ville. Comme dans le cas d'Innsbruck, la situation de Trente est caractérisée par la double présence du fleuve et de la montagne. Tout ce que Dürer a expérimenté dans l'aquarelle peinte lors de son premier contact avec l'univers des Alpes, atteint un surprenant degré d'achèvement dans celle qu'il réalise à Trente. L'artiste réunit dans une grandiose composition la ville, le fleuve et la montagne, c'est-à-dire l'architecture et le paysage. On y trouve plus aucune trace du style qu'on réalisait autrefois.
En ce qui concerne les couleurs, soulignons leur homogénéité, renforcée par une subtile répartition de teintes bleues. Notons aussi l'utilisation magistrale de toutes les ressources de l'aquarelle, visant à obtenir une lumière qui noie les contours et donne l'illusion de la profondeur. Il faudra attendre le XIXe siècle pour retrouver des préoccupations analogues. La longue traversée des Alpes a rendu Dürer plus attentif aux particularités de ces paysages, à leur structure géologique et au type de lumière qui les caractérise ; et c'est à cette époque qu'il a pour la première fois le sentiment qu'on peut aussi trouver un charme romantique aux choses modestes telles qu'un moulin dans la montagne, un refuge alpestre en ruine ou un petit étang bordé de pins – aquarelle qu'il réalisera à son retour en Franconie. Sa vie durant il continuera à représenter des sujets analogues, quoique dans une moindre mesure ; quant à d'éventuels paysages peints durant son second voyage en Italie, aucun ne nous est parvenu.

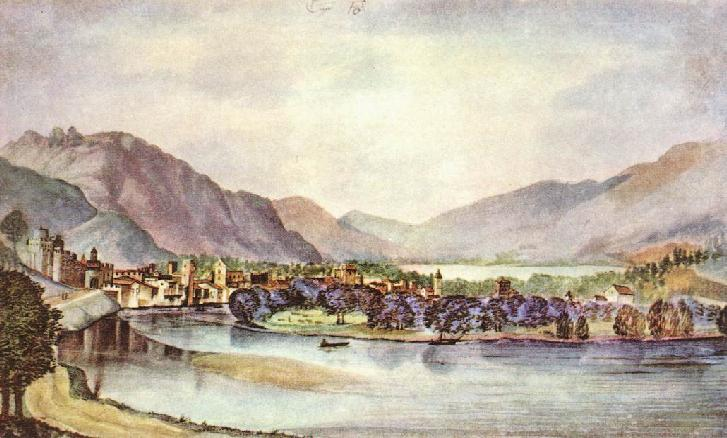
Trente (Italie) vue du Nord
1494, Autrefois à Brême

- Le château de Trente (Le Castello del Buonconsiglio), 1494, dessin à la plume rehaussé à l'aquarelle et à la gouache sur papier, 19,6 × 25 cm, inscription : trint, British Museum, Londres. Réalisée sur le chemin du retour de Venise.

Modèle:L'Église Saint-Apollinaire à Trente, au pied de la Verruca ou Doss' di Trento, le long de la rive droite de l'Adige, est datée du XIVe siècle. La tour a été rehaussée d'un étage.
- Le Dosso de Trente ou Les Rochers de Trente (appellation parfois en français), mai 1495, aquarelle et gouache sur parchemin, 16,8 × 20,2 cm, inscription autographe Trintperg, Niedersächsisches Landesmuseum, Hanovre. Réalisée au retour de Venise (selon Winkler et Panofsky notamment), autrefois dans la collection Grünling à Vienne. En 1978, cette aquarelle atteint le prix de 1,35 million d'euros[i].
- La ville de Trente vue du Nord, 1494, aquarelle et gouache sur papier, 19,8 × 25,7 cm, inscription : Try(n)t, à côté, le monogramme ajouté ultérieurement, autrefois à Brême, Kunsthalle (dérobée pendant la guerre). L'aquarelle montre à droite un verger sur l'ancien méandre qui sera comblé au XXe siècle, et à gauche l'entrée du chenal qui entoure la ville, gardée par la tour du Castello del Buonconsiglio. Peinte le long de l'Adige, les montagnes sont si précises que l'on peut déterminer aujourd'hui encore le lieu ou Dürer l'a réalisée.

##### Autres travaux dans les Alpes
Pendant le voyage de retour, il va réaliser un paysage montagneux avec une représentation du Col du Klausen : cette aquarelle est aujourd'hui disparue, mais sera utilisée dans la gravure à l'eau forte intitulée La grande Fortune ou Nemesis.
Les inondations de la région de Trente, mentionnées dans une chronique de Bolzano de 1494 incitèrent probablement Dürer à emprunter le chemin de montagne et à traverser la vallée du Cembra. `
- Montagne du Sud Tyrollien, vue de Segonzano ? (Whelsch Pirg, )[38]. Avec ce dessin, Dürer a réussi une interprétation panoramique du paysage : ce dessin n'a pas de sujet, si ce n'est le mouvement de respiration de la terre ; et, dans des limites d'un style très antérieur, il annonce déjà les visions de Brueghel l'Ancien, d'Hercules Seghers et de Rembrandt[39]
- Le Château de Segonzano, 1494 ?, aquarelle et gouache sur parchemin, 15,4 × 25 cm, autrefois à Brême, Kunsthalle (dérobée pendant la guerre). Représente le château de Segonzano, vu du torrent.
- Un Château dans les Alpes, 1494, aquarelle et gouache sur parchemin, 19,1 × 13,9 cm, inscription : Ein welsch Schloss, collection Blasius, Brunswick
- Un Château dans les Alpes, 1498 ? aquarelle verte, jaune, rouge et bleue, lavis gris, encre brune, sur papier enduit d'une préparation au plâtre, jamais utilisé par Dürer[40] 10,8 × 13,3 cm, département des Arts graphiques, fond des dessins et miniatures allemands 181, musée du Louvre[41]. Vue d'une place-forte sur un éperon rocheux, ce Château dans les Alpes est reproduit sur l'arrière de la gravure Saint-Eustache en 1501[42]. Il ne peut donc, comme certains auteurs le précisaient faire partie du cursus du second voyage de Dürer à Venise[j]. Il s'agit peut-être du château de Segonsano.
- Arbres sur un pic montagneux, 1494, aquarelle et gouache sur parchemin, 14,1 × 14,8 cm, Collection Blasius, Brunswick. Environs du château de Segonzano
- Route de montagne, 1495, aquarelle et gouache sur parchemin, 20,5 × 29,5 cm, Escorial, Madrid. Vue du val d'Isarco, entre Chiusa et Ponte Isarco
- Vue de Segonzano dans la vallée du Cembra, 1494, aquarelle et gouache sur parchemin, 21 × 31,2 cm, inscription Wehlsh Pirg, Ashmolean Museum, Oxford (ancienne collection Chambers). Val du Cembra près de Segonzano à 24 km à l'ouest de Trente[43].
- Refuge Alpestre en Ruines, 1494, aquarelle et gouache sur parchemin, 37,2 × 26,6 cm, en haut le monogramme ajouté ultérieurement, Bibliothèque Ambrosiana, Milan. Une Hutte en ruines[44] Réalisée lors du premier voyage de Venise[45].
- Moulin à eau dans la Montagne (Vassermüle im Gebirge), aquarelle et gouache sur parchemin, 13,4 × 13,1 cm, Kupferstichkabinett Berlin. Cette aquarelle est pourvue d'une valeur symbolique. L'artiste qui y est représenté se sent investi de la mission de transformer la nature sous sa forme créative, en paysage[15].

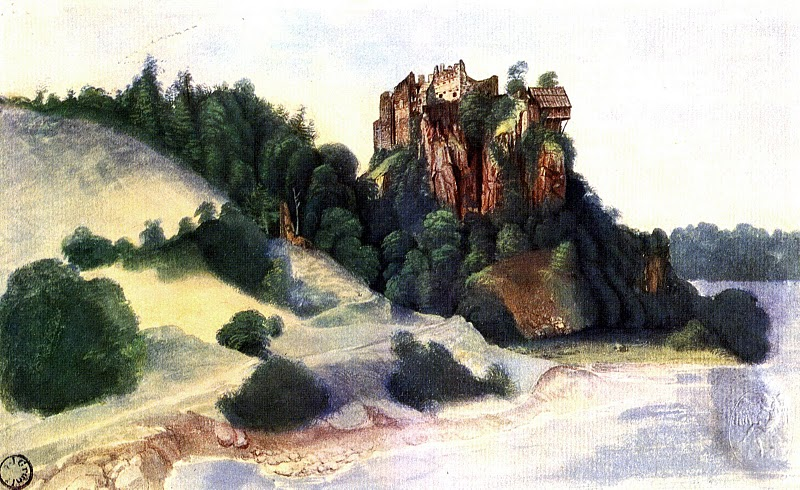
Le château de Segonzano 1494, Brunswick
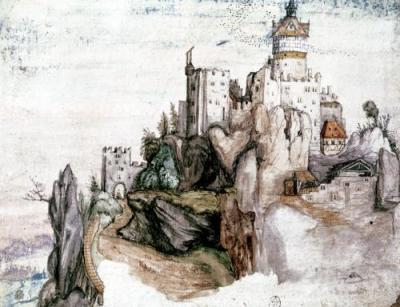
Un Château dans les Alpes 1498, Musée du Louvre
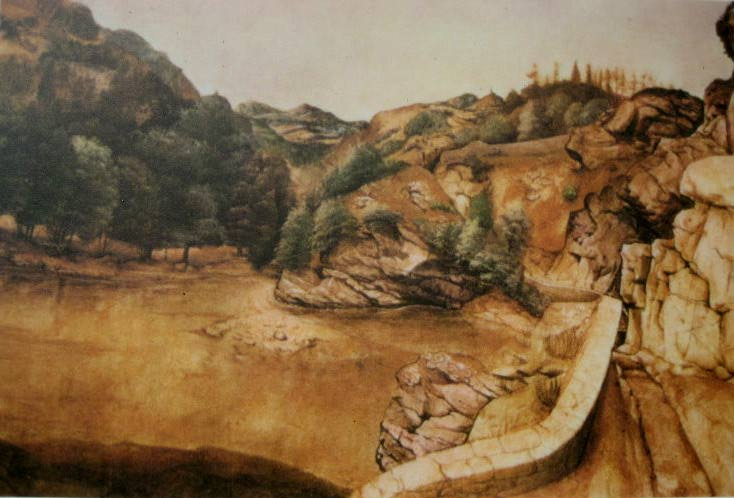
Route de montagne 1494, Escorial, Madrid
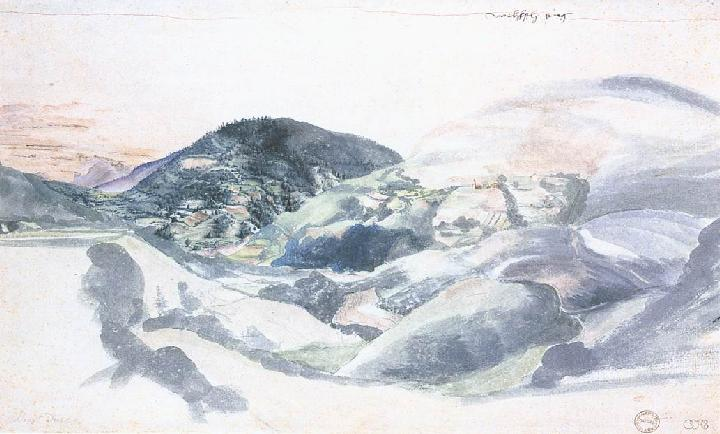
Vue de Segonzano dans la vallée du Cembra 1494, Ashmolean Museum
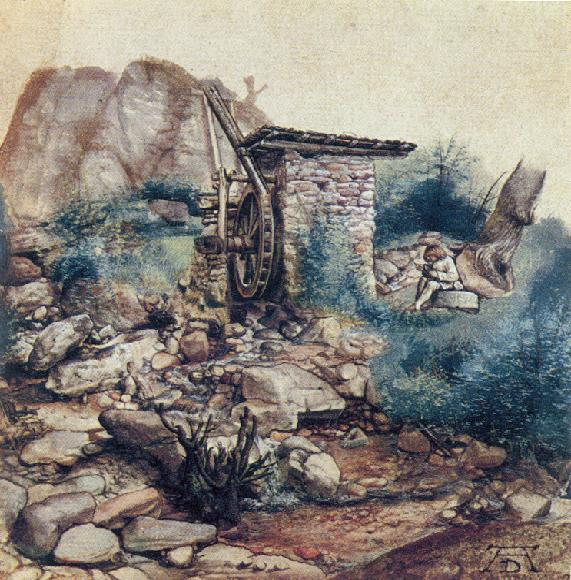
Moulin a eau dans la Montagne, Kupferstichkabinett Berlin

### À Venise, hiver 1494

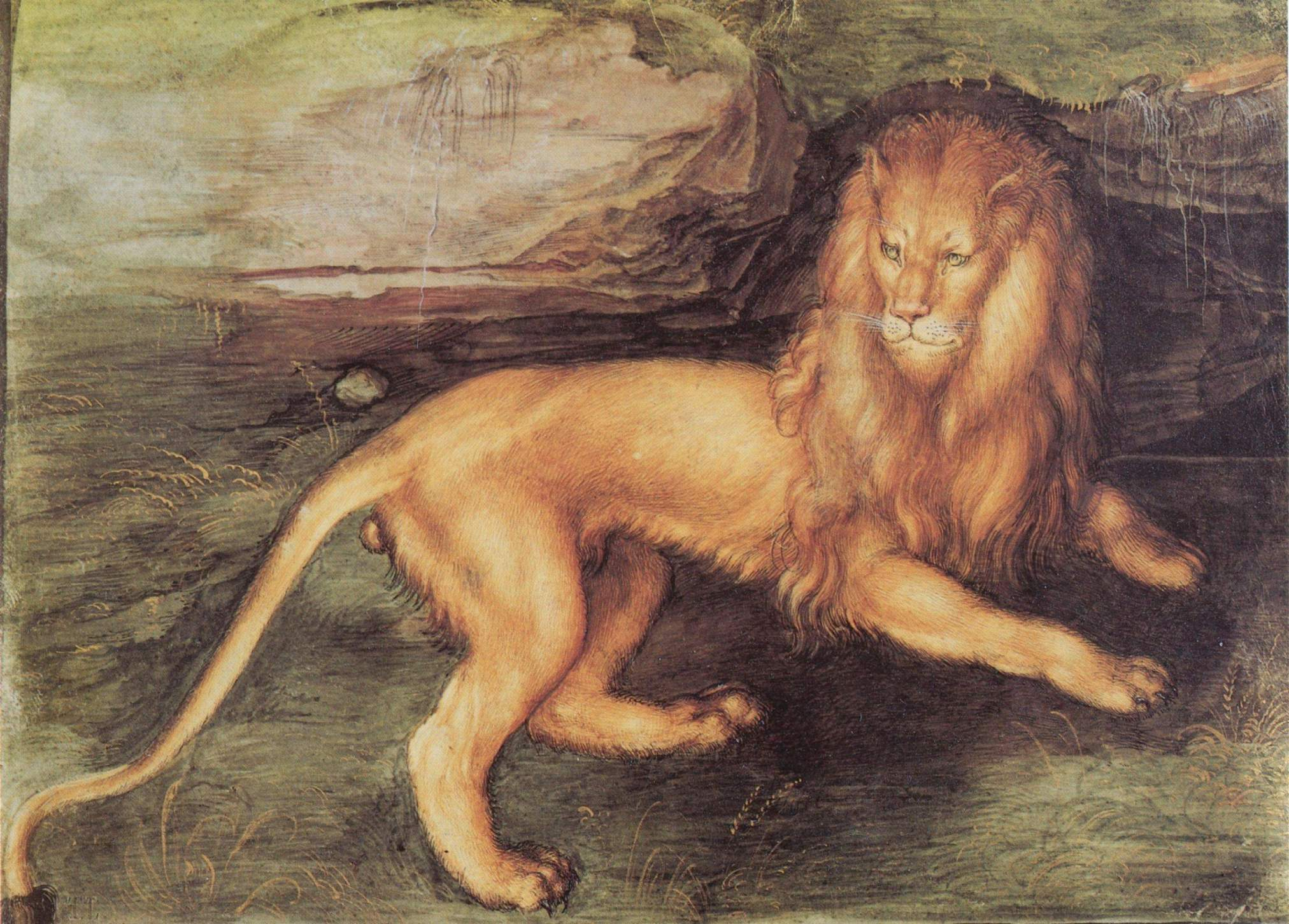
Un lion
1494, Hambourg

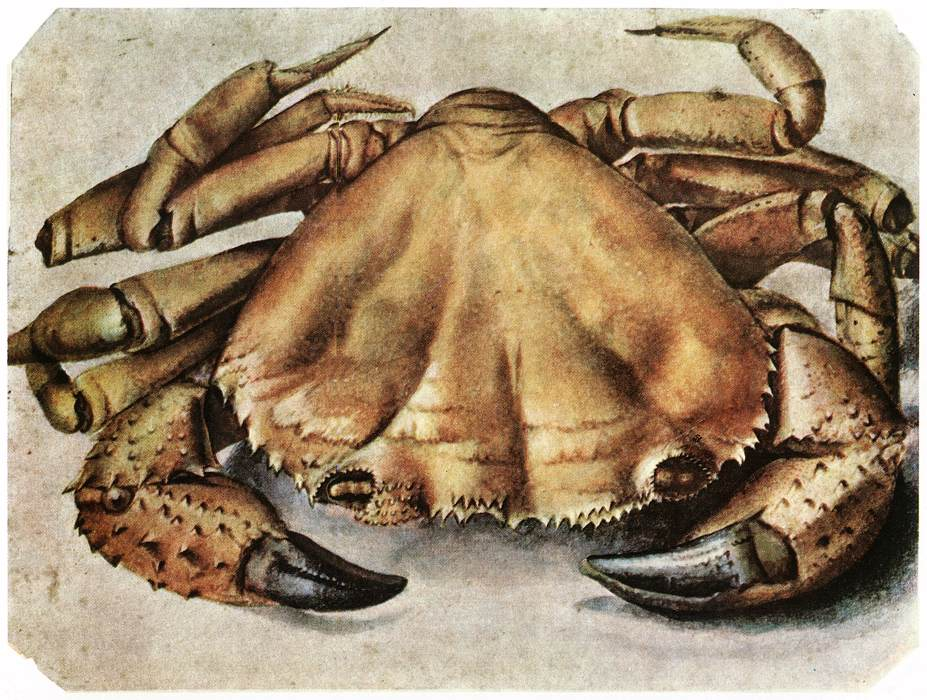
Crabe de mer
1495, Rotterdam

Dürer sera, au cours de ses voyages, attiré par des animaux insolites, et à Venise, la Cité de Saint Marc, il s'intéresse aux Lions — en pierre, à défaut de lions vivants — et n'aura manifestement pas l'occasion d'en voir vivant, même s'il essaye de leur donner une attitude aussi naturelle que possible. Mais il a l'occasion d'étudier, et c'est avec un plaisir manifeste, qu'il exécute de grandes aquarelles d'un crabe géant et d'un homard ; c'est la première étude animale de Dürer, d'après nature avec son œil méchant et ses pinces voraces qu'on dirait animé d'une cruauté autonome, dut lui apparaître comme un être démoniaque sorti d'une gravure de Martin Schongauer ou d'un tableau de Jérôme Bosch.
Durer va réaliser, lors de sa première visite à Venise, au moins trois études d'animaux :
- Homard[47], 1494, dessin à la plume sur papier, légèrement bruni et noirci, rehaussé de blanc, 24,7 × 42,9 cm, en bas le monogramme de l'artiste, en haut la date, Kupferstichkabinett Berlin. Dessiné à Venise.
- Crabe de mer, 1494, aquarelle et gouache sur parchemin, 26,3 × 35,5 cm, Musée Boymans-van Beuningen, Rotterdam. Représentation du crabe jaune Eriphia spinifrons, ou verrucosa.
- Un lion, 1494, miniature à la gouache sur parchemin, 12,6 × 17,2 cm, monogramme dessiné avec un d minuscule à gauche en bas sur l'encadrement, signée et datée en caractères d'or, Kunsthalle de Hambourg. Il ne s'agit pas d'une étude d'après nature, mais d'une œuvre probablement exécutée à Venise d'après une représentation du Lion de Saint-Marc. On retrouvera ce lion intégré dans la peinture L'expiation de Saint Jérôme du Fitzwilliam Museum à Cambridge ;
- Nu féminin vu de dos (82), dessin à la plume, Cabinet des dessins Musée du Louvre

### Le Retour de Venise, printemps 1495

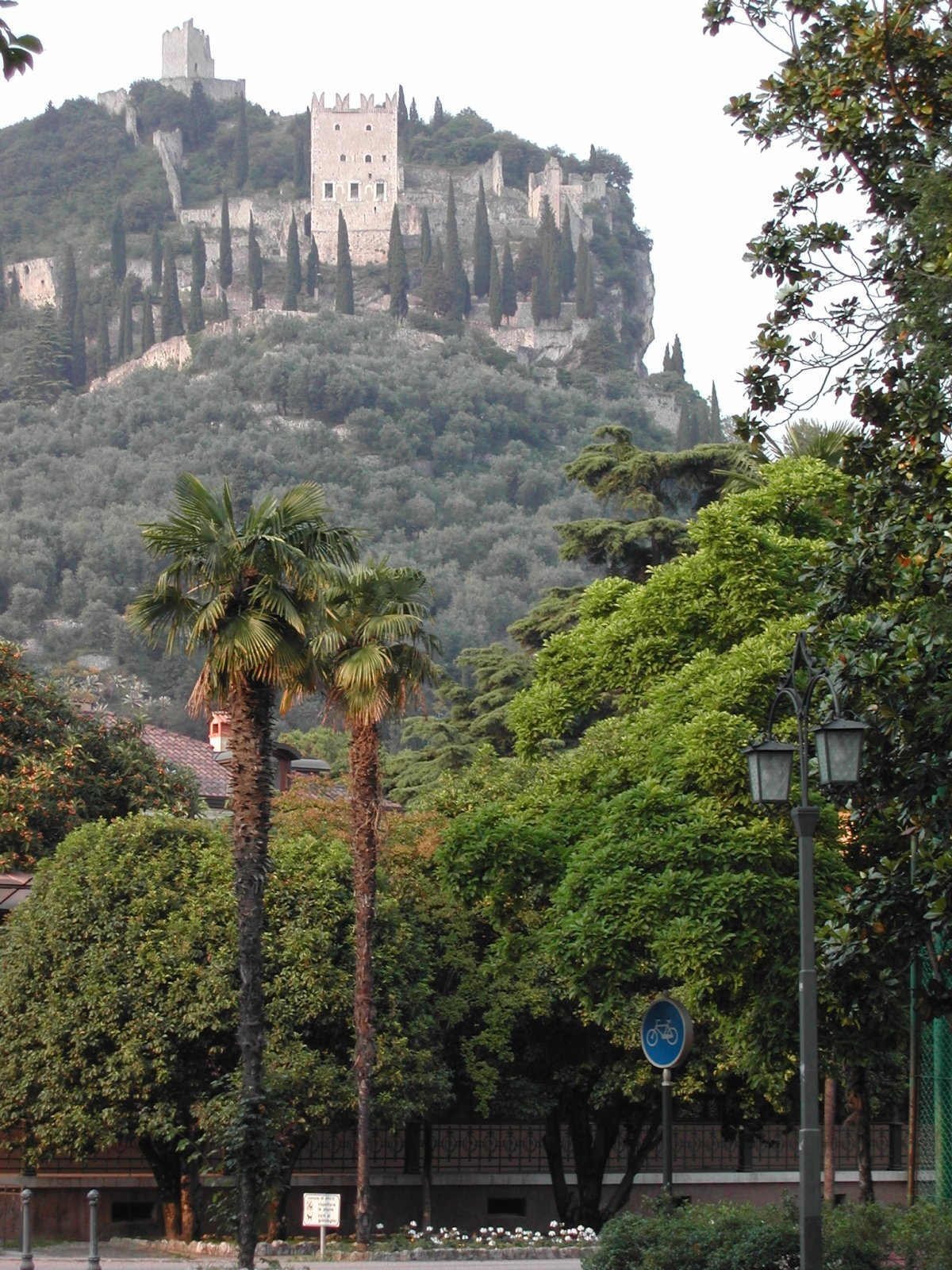
Vue actuelle
du Château d'Arco

Si l'aquarelle représentant le château de Segonzano et portant l'inscription welsch pirg ne fut exécutée, comme semble l'indiquer le style, que sur le chemin du retour, c'est que l'artiste suivit une seconde fois cet itinéraire de montagne. Arco, dans la province du Trentin, est une autre étape sur le chemin du retour qui, en mai 1495, conduisit probablement l'artiste sur les rives du lac de Garde, passant peut-être par Padoue et longeant le lac pour rejoindre Trente.
La question se pose de savoir ce que furent les motifs qui incitèrent l'artiste à peindre ces aquarelles qui couvrent une très grande variété de relevés architecturaux et topographiques. Il avait déjà probablement la certitude, comme Brueghel l'Ancien, que ces esquisses et études devraient lui être utiles dans ses prochaines compositions.
Par un beau matin printanier de l'an 1495, alors que Dürer se trouvait sur le chemin menant de Venise au Col du Brenner en passant par Trente, il s'arrêta au nord du lac de Garde devant un massif rocheux surmonté d'une citadelle : Arco. De Venise, où il avait pu admirer les paysages de Vittore Carpaccio, Cima da Conegliano ou Giovanni Bellini, il repartait pour Nuremberg. Il avait très probablement souhaité admirer le lac de Garde et fut soudain arrêté par le spectacle d'une nature s'éveillant et d'une forteresse qui évoquait peut-être inconsciemment des souvenirs de sa terre natale. L'annotation serait postérieure au dessin et datable des alentours de 1502-1503; le monogramme est également postérieur.
L'aspect inachevé de l'œuvre n'est discernable qu'au milieu du côté droit, alors que toutes les autres aquarelles du premier périple italien jouent sur l'inachevé qui suggère l'instantané. La plupart de ces aquarelles datant du voyage aller à Venise. À la maturation stylistique que constitue une première explication possible à l'aspect élaboré de l'œuvre, on doit ajouter une hypothèse : le premier plan aurait été réalisé par la suite, car les couleurs sont différentes et le style un peu plus sec que le sujet central. Par ailleurs, les tonalités claires de l'aquarelle pourraient trahir une influence de Andrea Mantegna.

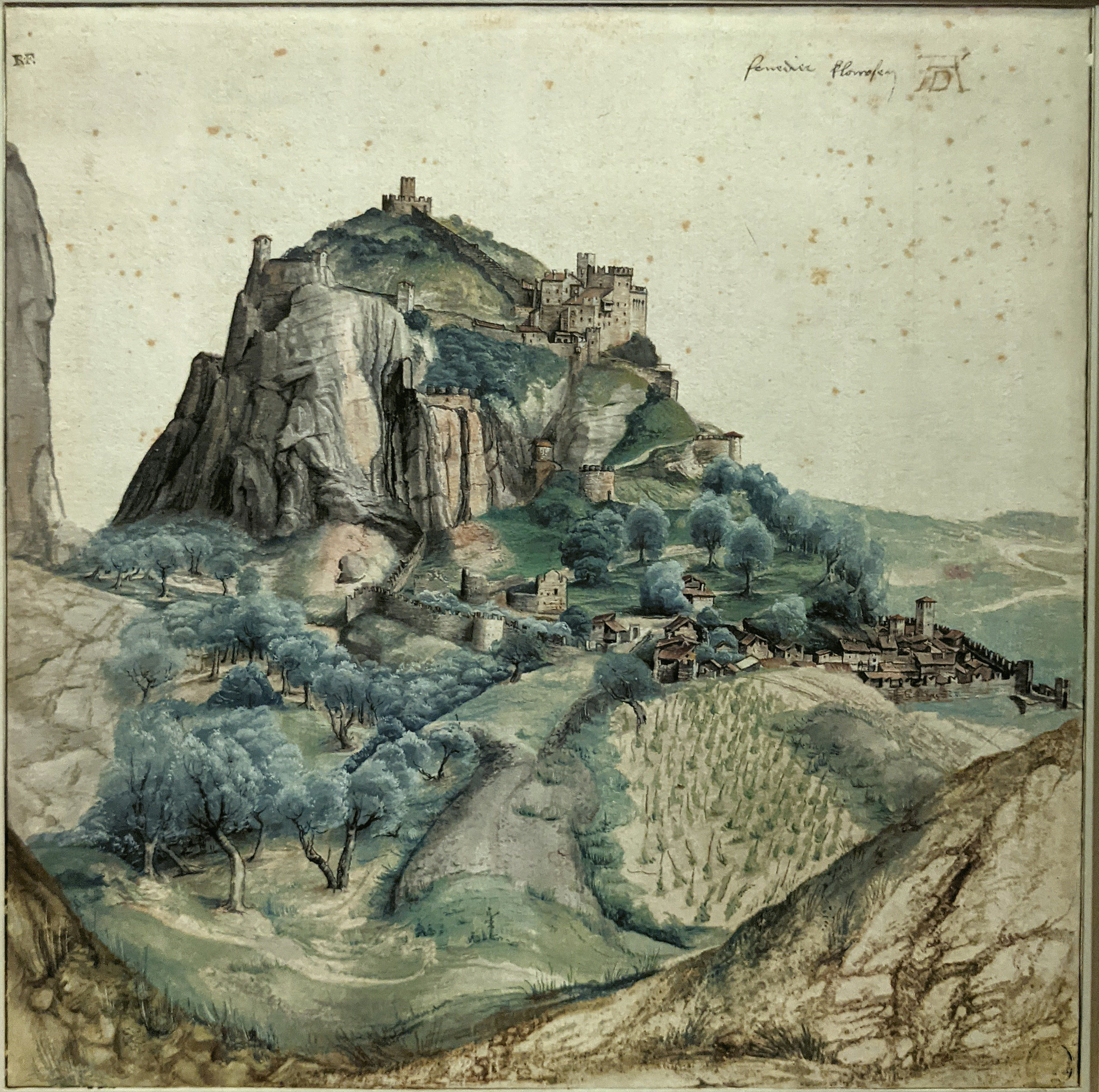
Vue du Val d'Arco
1495, musée du Louvre

Ces paysages aquarellés de Dürer occupent une place particulière dans l'art européen autour de 1500 et restent sans véritable descendance immédiate, même chez ses élèves, qui n'y avait probablement pas accès. Tout en restituant la topographie du site dans un style précis et descriptif, Dürer s'efforce ici d'analyser subtilement et de traduire la poésie lumineuse et les valeurs colorées de ce paysage printanier. Le bleu-gris des oliviers et en général les tonalités très claires de l'aquarelle font penser qu'il s'agit d'un paysage matutinal. Dürer a admirablement bien rendu la végétation, notamment les pieds de vigne. Les créneaux des murailles du petit village sont peut-être d'une taille un peu excessive, mais ils soulignent l'intérêt que Dürer porte aux fortifications qui protègent l'homme des agressions extérieures. De même, les montagnes imposantes, qui se trouvent en réalité derrière le pic, ont été volontairement omises par l'artiste afin de mieux mettre en valeur le motif central. Et c'est effectivement une impression de puissance tempérée et équilibrée qui domine cette composition aux fraîches et lumineuses couleurs.
- La ville et le château d'Arco dans le Tyrol méridional, 1495, selon certaines hypothèses, aquarelle et gouache sur parchemin, 22,3 × 22,2 cm, inscription en haut à droite, à la plume et encre brune annoté par Dürer : Fenedier Klawsen (col vénitien), par une autre main à la plume, à l'encre brune, le monogramme de l'artiste, dessin encadré mais conservé avec les portefeuilles petit format de l'école allemande, Musée du Louvre, Département des Arts graphiques. Sur une colline rocheuse, se dresse le Castello di Arco, déjà cité au XIIe siècle, gardien de la vallée del Scarca et de la petite ville d'Arco. Peinte au retour du voyage de Vérone à Trente. Anciennes appartenances : Jabach, Everhard ; Cabinet du Roi, montage à bande dorée des dessins d'ordonnance[50] ; entré dans le Cabinet du Roi en 1671[51]. Dernière provenance : Jabach, Everhard. C'est la seule aquarelle généralement reconnue comme exécutée lors du voyage retour, elle se distingue également des autres dessins de paysages par l'emploi abondant de la gouache. D'après l'emplacement des lieux choisis par Dürer il est clair qu'il s'agit ici des limites territoriales de Venise[52]

### Au retour à Nuremberg vers 1495

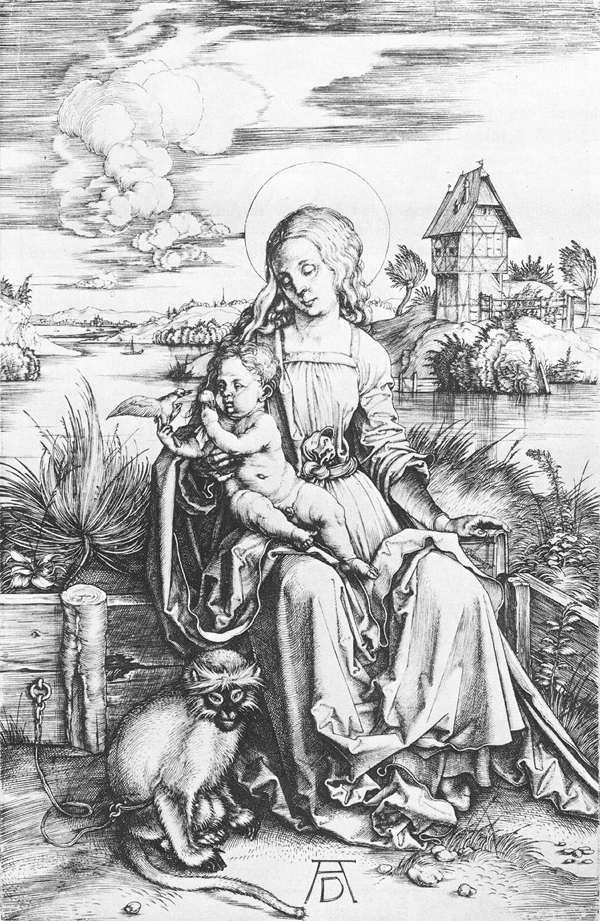
La Madone au singe reprise de l'aquarelleMaison isolée sur un étang.

En comparaison de ces premières tentatives — La Tréfilerie de la Pegnitz ou la Chapelle Saint-Jean —, les aquarelles que Dürer ramène de son passage à travers les alpes — il aurait exécuté la plupart sur le chemin du retour du premier voyage, en 1495 — attestent une maîtrise non seulement de la perspective, mais ce qui compte davantage, de la composition.
À son retour, Dürer pose sur sa Franconie natale un regard neuf. La couleur, jusque-là notée comme une caractéristique essentiellement invariable de certains objets, est maintenant interprétée comme un phénomène qui va varier selon la lumière et les conditions atmosphériques. On va peut-être croire, pendant une brève période, que Dürer va devenir un peintre de plein air…
De l'esquisse à l'équilibre : Toutes ses œuvres, qui jusque-là était dépourvues de décors, — quelques collines schématiquement indiquées —, ou encore simplement esquissés sans réelle perspective, dès son retour, vont harmonieusement se dérouler derrière ses retables — comme dans le retable de Wittenberg —, ses portraits, — comme le portrait de la madone de Haller ou celui d'Oswolt Krel — et ses gravures — comme le burin de Saint-Eustache. Curieusement, il ne va jamais se soucier de retrouver la disposition originelle en inversant le dessin pour les graver sur le cuivre.
- Maison isolée sur un étang (Maison du pêcheur au bord d'un étang ou Petite maison à l'Etang) (19), 1495- 1496, aquarelle et gouache sur parchemin, 21,3 × 22,2 cm, inscription :  Weier Haws, British Museum, Londres. Un toit rouge et des saules vert se mirent dans un lac opalescent par le reflet du ciel à la tombée du jour. La maison est sur un étang proche de Saint-Jean, qui fut relié par un petit canal à une petite rivière de Franconie, la Pegnitz. À l'époque de Dürer, cette maisonnette appartenait à la famille Angerer. Cette aquarelle fut réalisée peu après le retour de son premier voyage à Venise et fut reprise peu de temps après dans la gravure sur cuivre représentant la Madone au singe, vers 1498[55],[56]. De l'aquarelle au burin, elle est seulement inversée.
- Étang dans les Bois (20), aquarelle et gouache sur papier, 32,6 × 36,5 cm, en haut, au milieu, le monogramme de l'artiste ajouté ultérieurement, British Museum, Londres. L'eau y passe du gris plombé au bleu vif, sous des rayons de ciels orangés qui percent des nuages violacés. À l'occasion de l'exposition de Londres en 1971, on découvrit au verso un dessin avec des études de nuages. Cette aquarelle, réalisée à la même époque que la Maisonnette sur les bords d'un étang, c'est-à-dire après le retour d'Italie en 1496, représente les environs de Nüremberg caractérisés par une terre sablonneuse, des pins et des étangs.
- Les Moulins à Eau sur la Pegnitz ou Le moulin des saules ou Weidenmühl (21), aquarelle et gouache sur parchemin, 25,1 × 36,7 cm, inscription weidenmülh, Cabinet des estampes, Bibliothèque nationale de France. Le petit et le grand moulin sont vus de l'Est.
- L'Ouest de Nuremberg (22), 1496-1497, aquarelle et gouache sur papier, 16,3 × 32,3 cm, en haut au milieu : nörnperg, à côté, le monogramme de l'artiste ajouté ultérieurement, autrefois a Brême, Kunsthalle (dérobée pendant la guerre). Cette aquarelle est une reproduction de la partie ouest de la ville vue du Sud à l'arrière plan; Kaiserburg, Heilige Kreutz, et St. Johannis. On observe deux des tours de la cité: la Tiergärtner et le Neue. La ville de Nuremberg émerge de son plat pays de prés et de chemins de terres sinueux avec autant de misère qu'un autre château de Trente de ses collines verdoyantes. Cette œuvre peut être rattachée à la série des vues de villes exécutée pendant le premier voyage en Italie et daté de 1496. Elle est considérée comme la première étude approfondie d'une peinture d'ambiance, le premier clair-obscur abouti de la peinture allemande de paysages, la première vue moderne d'une ville dans le monde de la peinture. On y découvre déjà l'idée du tableau de paysage et le principe du panorama. Il va renoncer à la linéarité, devenant par là le précurseur de Turner et Delacroix[15] pour qui ce fut la norme, tout en introduisant des éléments abstrait qui vont construire l'œuvre.
- La Passerelle couverte à la Porte Haller à Nüremberg (31), vers 1500, dessin à la plume sur papier, rehauts d'aquarelles, 16 × 32,3 cm, Albertina Vienne. Derrière la passerelle, enjambant le fleuve, le mur de la ville avec sa tour construite sur une île. À droite, derrière le moulin, le haut de la tour de Haller; à l'arrière plan, la tour de la porte nouvelle. De l'autre côté du mur, l'hôpital Saint-Jean et l'église Saint-Croix[57]. Michael Wolgemut, et plus tard Dürer et ses disciples Hans Baldung Grien et Hans von Kulmbach vont travailler à des études de vitraux qui vont embellir ces bâtiments offert par l'empereur et quelques princes soucieux de leur postérité.
- Paysage vallonné avec une petite maison et un moulin à eau, et des moissons ou Vallée de Franconie (20), 1469 - 1497, 7,8 × 17,6 cm, plume et encre noire, aquarelle et gouache sur parchemin, Département des Arts graphiques, Musée du Louvre[k]. Anciennes appartenances : albums dits de Maratta ; Lambert Krahe.

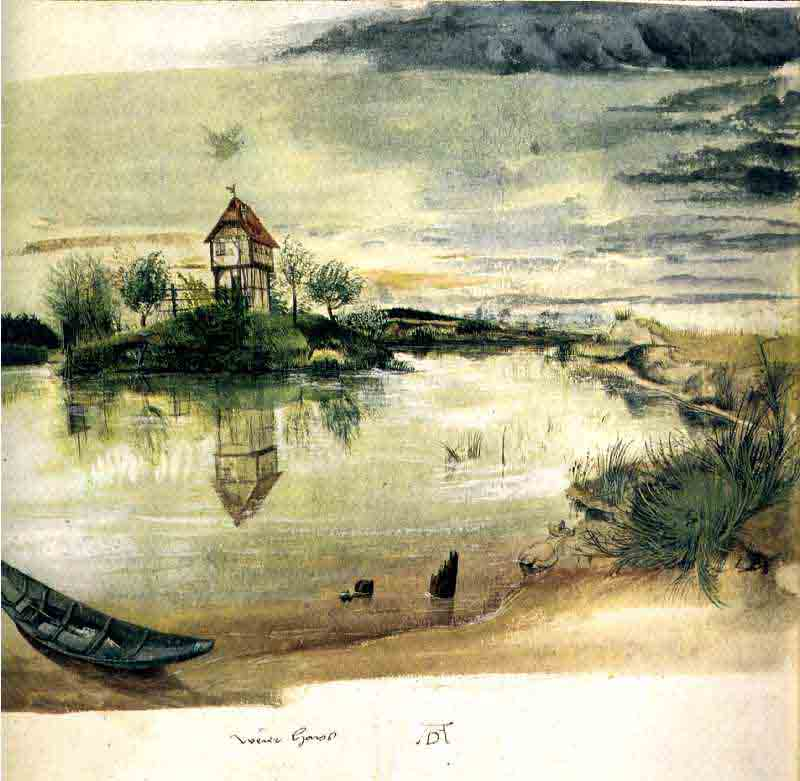
Maison isolée sur un étang1495, British Museum.
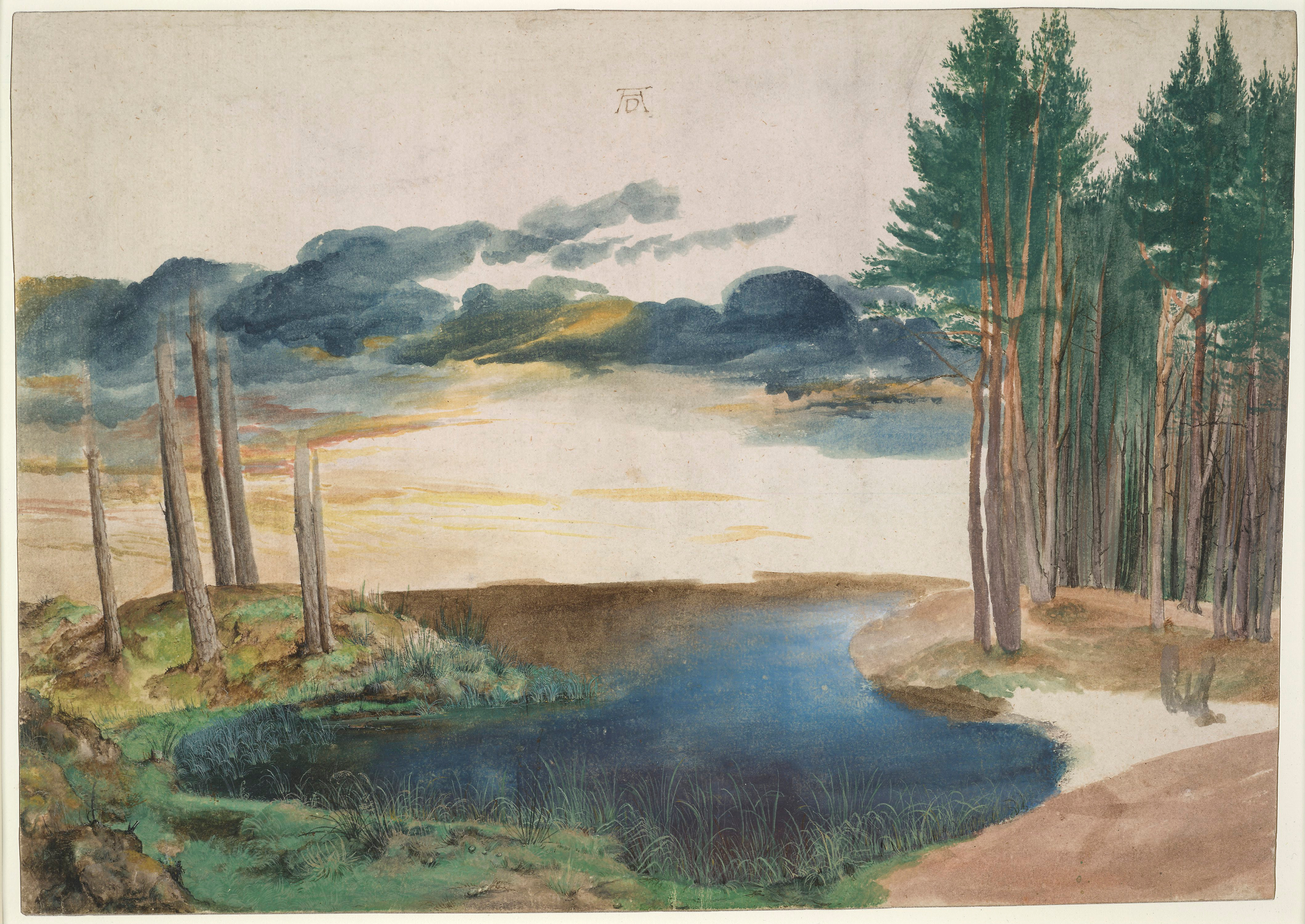
Étang dans la Forêt1495, British Museum.
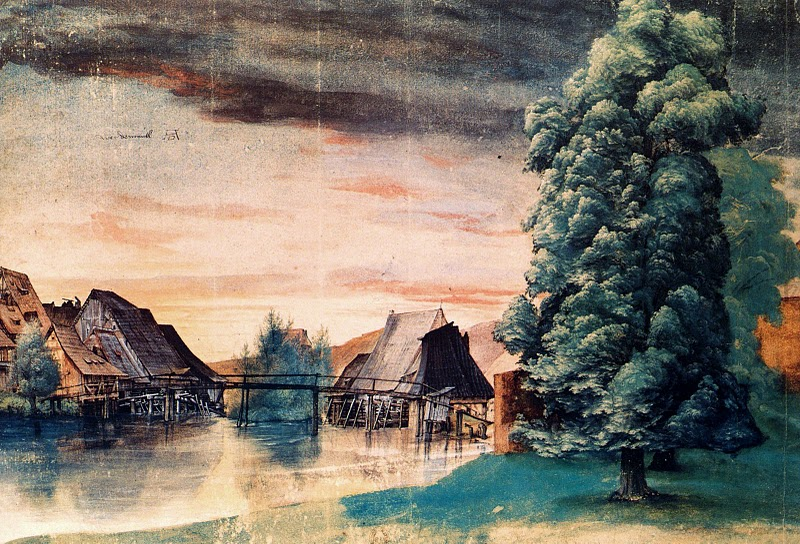
Les Moulins à Eau sur la Peignitz1506, Musée du Louvre.
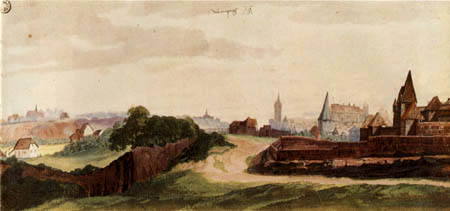
L'Ouest de Nürembergautrefois à Brême.
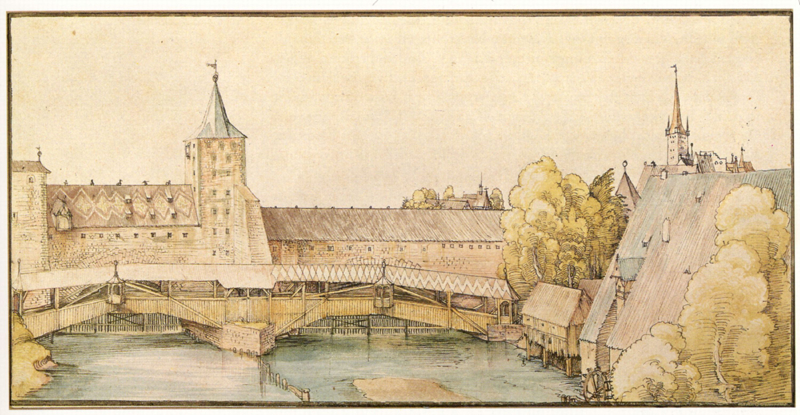
Porte Haller à Nüremberg v. 1500, Albertina (musée).
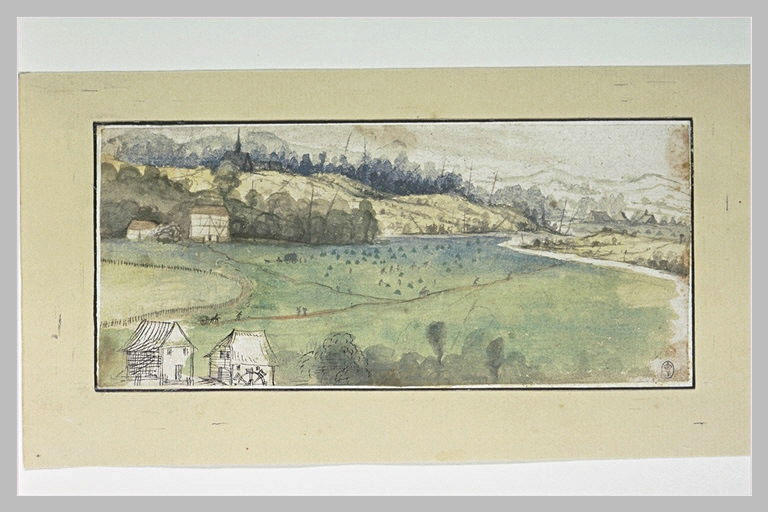
Une Vallée en Franconie1496, musée du Louvre.

#### Les Carrières

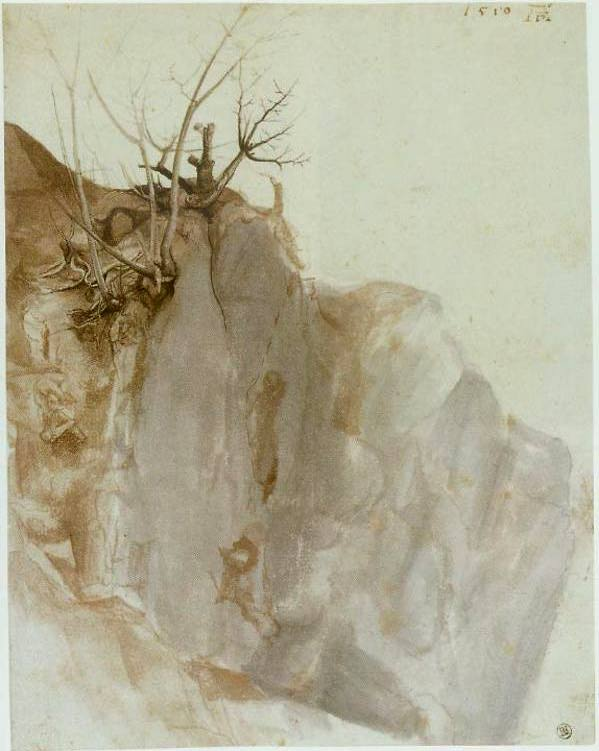
Une carrière de pierres, 1496, Kupferstischkabinett, Berlin

C'est aux alentours de 1496, après son retour d'Italie et son long périple à travers les Alpes, que Dürer s'intéresse aux paysages géologiques en leur apportant une beauté toute romantique. Il observe les beautés de la nature qu'il copie fidèlement dans un style graphique d'une exceptionnelle précision documentaire.
En contemplant les Carrières de pierres, on peut faire le rapprochement avec Paul Cézanne : une nature sans forme, sauvage, non encore apprivoisée par l'homme et font ressortir la toute la « puissance » de la nature alpine.
Même les attentives études de carrières, souvent préparatoire à des gravures, révèlent non seulement l'intérêt coutumier de l'artiste pour la forme et la matière, mais aussi une étonnante sensibilité à des tons subtils de bruns et de gris.
- La Carrière de pierres (25), aquarelle et gouache sur parchemin, autrefois à Brême, Kunsthalle (dérobée pendant la guerre).
- La Carrière de pierres (26), dessin à la plume repassé à l'aquarelle, autrefois a Brême, Kunsthalle (dérobée pendant la guerre).
- La Carrière de pierres (27), aquarelle et gouache sur parchemin, 23,3 × 19,7 cm, Bibliothèque Ambrosienne, Milan
- Éperon rocheux (29), aquarelle et gouache sur parchemin, British Museum, Londres
- Une carrière de pierres (30), 1496 (?), aquarelle et gouache sur parchemin, monogramme et date apocryphe de 1510, Kupferstichkabinett Berlin
- L’entrée dans une carrière (29b.), v. 1496, plume et encre, 32,6 × 21,8 cm. Ce dessin a été utilisé par Dürer dans la gravure Saint Jérôme au désert; la plante du premier plan se retrouve dans la gravure La Sainte Famille avec trois lapins et un arbre du haut dans la gravure d'Hercule.
- Un Arbre dans une Carrière (28), 1506-1508, aquarelle et gouache sur papier, 29,5 × 21,9 cm, en haut le monogramme de Dürer ajouté ultérieurement, Bibliothèque Ambrosienne, Milan. Datation convaincante[58] contrairement à la datation traditionnelle situant l'œuvre immédiatement après les aquarelles du premier voyage en Italie (1595).

### Le Second voyage à Venise de 1505 à 1506
En été ou automne 1505, Dürer va faire un second voyage, dont la cause directe est semble-t-il une nouvelle épidémie de peste, il va s'arrêter à Augsbourg avant de se rendre à Venise. Il séjournera peut-être à Florence mais certainement à Padoue, ou on retrouve son portrait dans une fresque dans la Scuola del Carmine attribué à Domenico Campagnola. Il revient à Nuremberg en 1507.
- La Madone aux animaux (3xx), 1503, dessin à la plume sur papier, rehauts d'aquarelles, 32,1 × 24,3 cm
- Forte femme, vue de dos (35), 1505, plume et encre brune, avec lavis d'aquarelle et rehauts de gouache blanche, en bas, vers le centre, à la plume et encre brune, monogramme apocryphe de l'artiste, et en haut au centre, la date, filigrane : tête de bœuf avec fleur et triangle (Briquet 14873), collé en plein, Musée du Louvre, Département des arts graphiques. Saint-Morys - Saisie des biens des Emigrés en 1793, remise au Musée en 1796-97.
- Manteau du pape[61] (36), 1514, dessin à la plume rehaussé d'aquarelle, 42,7 × 28,8 cm, en haut au milieu le monogramme ajouté ultérieurement, Albertina, Vienne. Le manteau du Pape va entrer dans la programmation de La fête du rosaire. Selon certains auteurs, Dürer réalise cette dernière aquarelle en 1506[15].
- Femme nue, couchée de face (34), dessin à la plume rehaussé d'aquarelle, Albertina, Vienne

### La Maîtrise du paysage

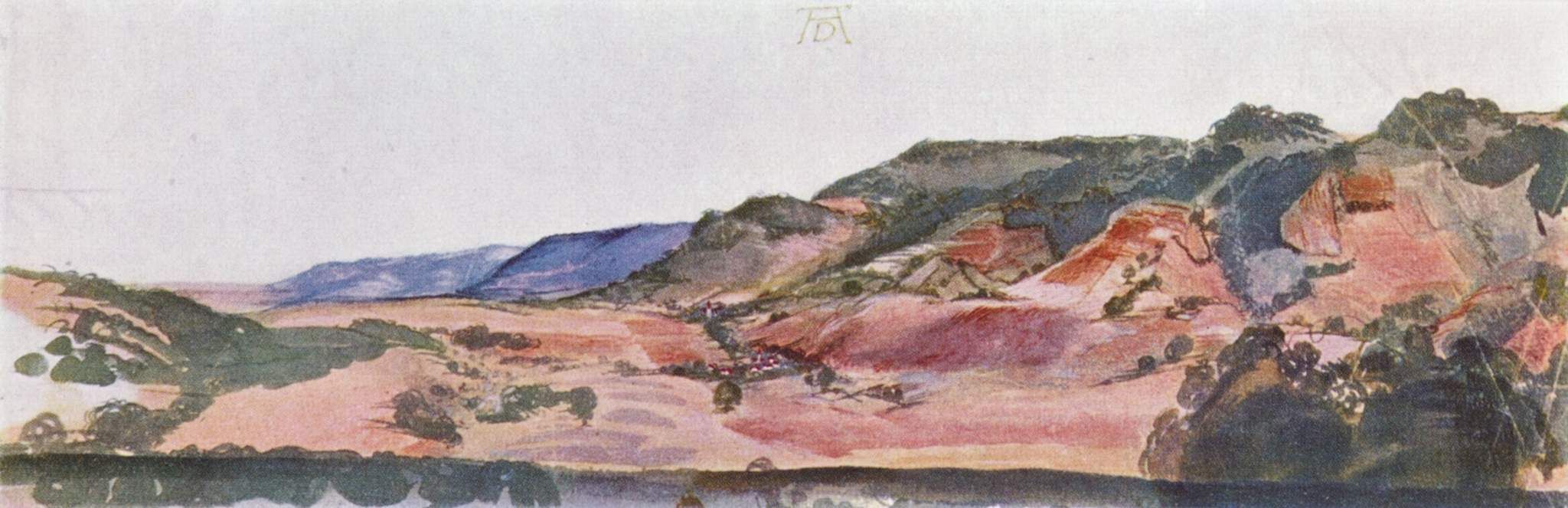
La Vallée de Kalchreuth, v. 1518
Kupferstichkabinett Berlin

Vers la fin du siècle, la palette de Dürer délaisse les couleurs variées et transparentes pour des harmonies plus austères et plus opaques de vert et de brun, les Vues du Hameau de Karlchreut et de ses environs vont témoigner d'une rare maîtrise de la perspective et de la vision panoramique.
- Le Village de Kalchreuth[62] (32), v; 1518, aquarelle et gouache sur papier, 21,6 × 31,4 cm, en haut au milieu kalk rewt, à côté le monogramme de l'artiste ajouté ultérieurement, autrefois a Brême, Kunsthalle (dérobée pendant la guerre). Cette œuvre est dattée de manière convaincante entre 1516 et 1520[63]
- La Vallée de Kalchreuth (33), aquarelle et gouache sur papier, en haut le monogramme ajouté par une main étrangère, Kupferstichkabinett Berlin. Cette œuvre a été dissociée de manière convaincante des paysages réalisés avant 1500 et datée entre 1516 et 1520[63].

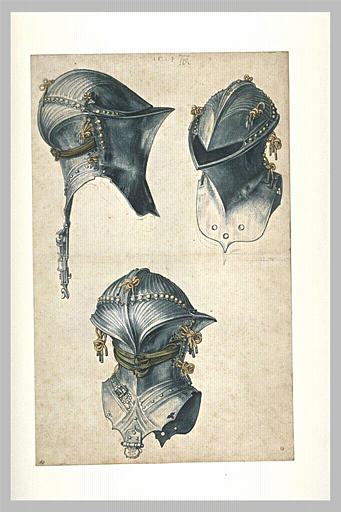
Trois Heaumes, 1514, Musée du Louvre

## Études de dessins aquarellés
Les artisans les plus réputés de Nuremberg étaient certainement ceux de la métallurgie, et en tout premier lieu les armuriers. Dans le travail des métaux précieux, les maîtres nurembergeois furent les meilleurs d'Allemagne jusqu'au milieu du XVIe siècle. Les Trois Études de Heaumes semblent le confirmer. Aux soins apportés aux rehauts d'aquarelles, on comprend que Dürer n'a pas eu pour seul souci de saisir exactement la perspective et les formes dans l'espace : le reflet du métal poli, travaillé avec une maîtrise parfaite, à éveillé son émotion artistique.
En 1492, Albrecht Dürer l'Ancien présenta ses travaux d'orfèvrerie, sans doute de l'argenterie, à l'empereur Frédéric III, qui lui fit l'honneur d'un long entretien. Lorsqu'il ne travaillait pas sur ses propres dessins, l'orfèvre travaillait certainement sur des modèles imprimés, et parmi ceux-ci, ceux de Martin Schongauer, lui aussi fils d'orfèvre, et qui avait gravé sur cuivre et fait imprimer ses œuvres dans nombre d'atelier de Nüremberg. Il n'est pas impossible que Dürer, parfaitement familiarisé par son apprentissage chez son père avec les techniques et les possibilités de ces matériaux, ait été souvent sollicité par des orfèvres pour exécuter de nouveaux modèles vers 1500 - 1503.
- Étude de trois casques (25), rehaut d'aquarelle et de blanc sur dessin à la plume, 42,1 × 26,5 cm, dans l'angle inférieur gauche trace d'un monogramme en bleu, en haut, au centre, signé du monogramme avec la date apocryphe : « 1514 », musée du Louvre, Département des Arts Graphiques. Anciennes appartenances : Léon Bonnat; Baummeville, acquisition par legs en 1923. Deux de ces casques se retrouvent dans les estampes Les armoiries au coq[66].
- Femme-Lustre (Das Lüsterweibchen) (35b.), 1513, 15,3 × 19,5 cm[67]
- Le Poète Arion chevauchant un dauphin (35c.), 1514[68]
- Un Chevalier en Armes (36), 1498, dessin à la plume rehaussé d'aquarelle, 41 × 32,4 cm, inscription: Dz ist rustung Zw der czeit / Im tewczschlant gewest, monogramme et date, sur le heaume les lettres WA, Albertina, Vienne[69]

### Études de modes

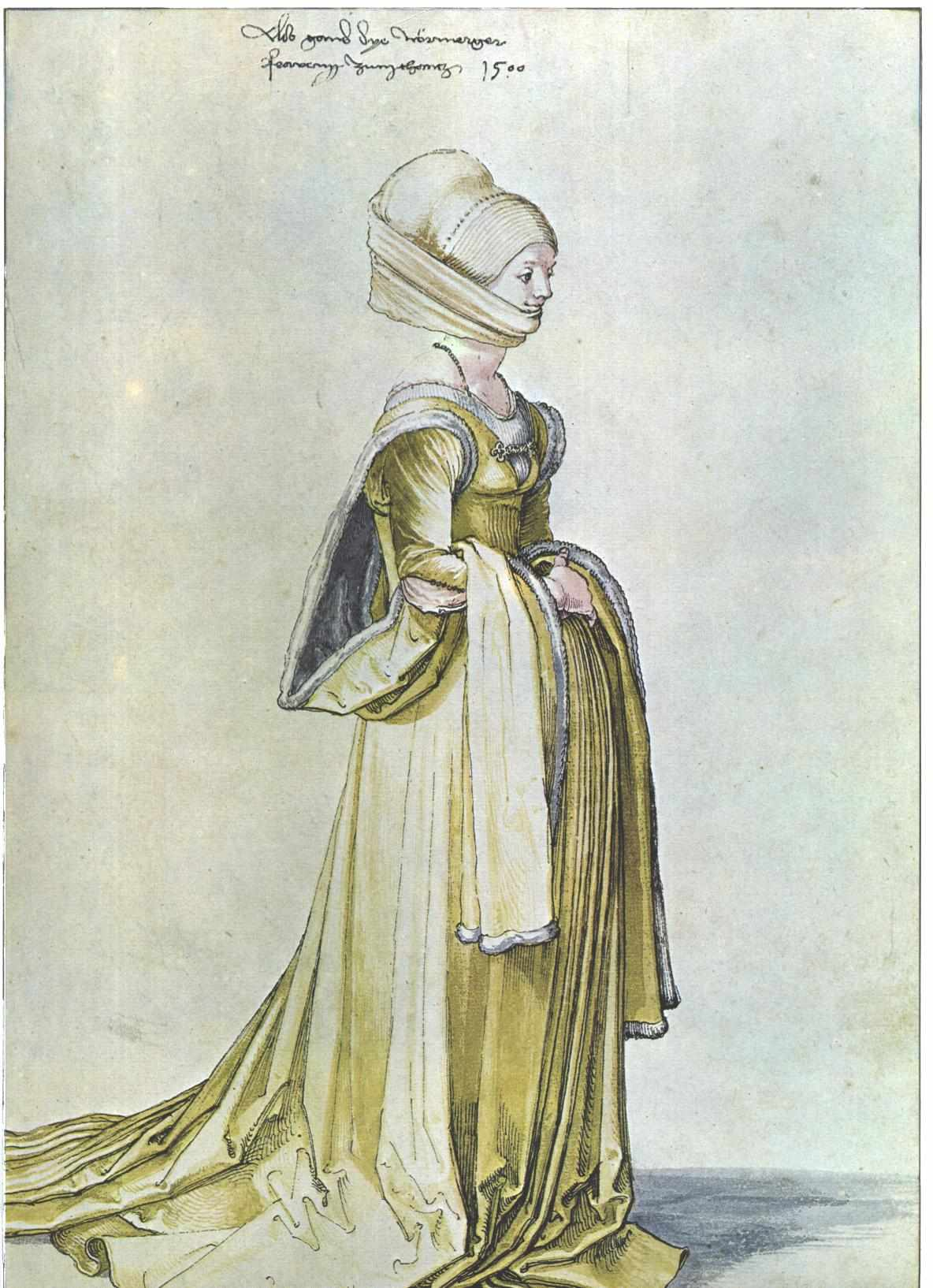
Femme de Nüremberg en robe de bal
v. 1500, Albertina, Vienne.

Les Nurembergeoises (38), dessins à la plume rehaussée à l'aquarelle. Avec ces études pour lesquelles l'épouse de l'artiste servit de modèle, Dürer créa le genre du dessin de costume et de modèles.
- Nurembergeoise en tenue d'intérieur (38 a), étude préparatoire, Bibliothèque Ambrosiana, Milan
- Nurembergeoise en tenue d'intérieur (38 b), Albertina, Vienne
- Nurembergeoise en robe de bal (38 c.), 1500, (32,5 × 21,8 cm), Albertina, Vienne
- Nurembergeoise se rendant à l'église (38 d), Albertina, Vienne
- Nurembergeoise se rendant à l'église (38 e), étude préparatoire, British Museum, Londres
- Nurembergeoise en tenue de bal (38 f), Collection Le Roy Porland, Oregon
- Nurembergeoise en tenue de bal (38. g), inscription : also gand dye Nörmerger/ frawen Zum thanz, Albertina, Vienne
- Jeune Nurembergeoise en tenue de bal (38 h), inscription: Also gand dy Junckfrawen züm dantz /in Nörmerck, Kunstmuseum (Bâle)
- Cape et robe de femmes respectables de Nuremberg (38 i), (19,4 × 27,3 cm), Musée Boymans-van Beuningen, Collection Koenigs, Rotterdam

Les Livoniennes (1521)

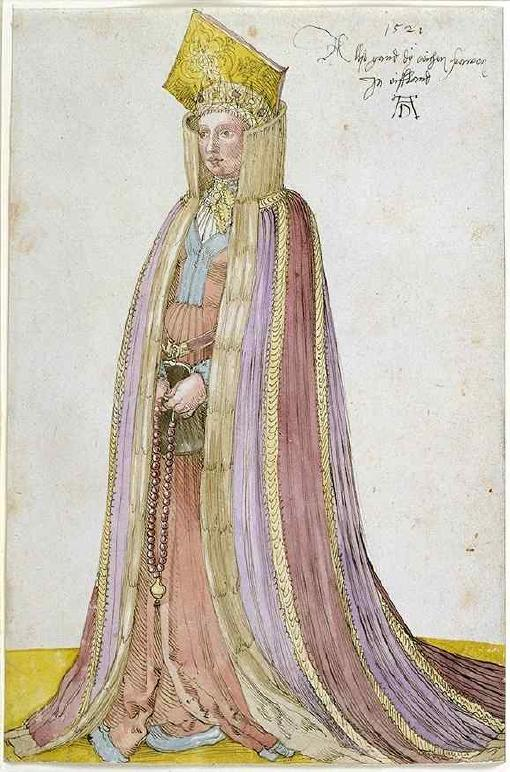
Costume féminin de Livonie
1502, Musée du Louvre

Dürer rencontra ces femmes livoniennes aux Pays-Bas et en fit plusieurs études de costumes.
- Trois Costumes d'hivers de Livoniennes[70] (39 a), 1521, dessin à la plume rehaussé à l'aquarelle, 18,7 × 19,7 cm, inscription: also gat manin / eyflant dy mechtign (ainsi sont habillées les puissantes en Livonie), Cabinet Edmond Rothschild, musée du Louvre

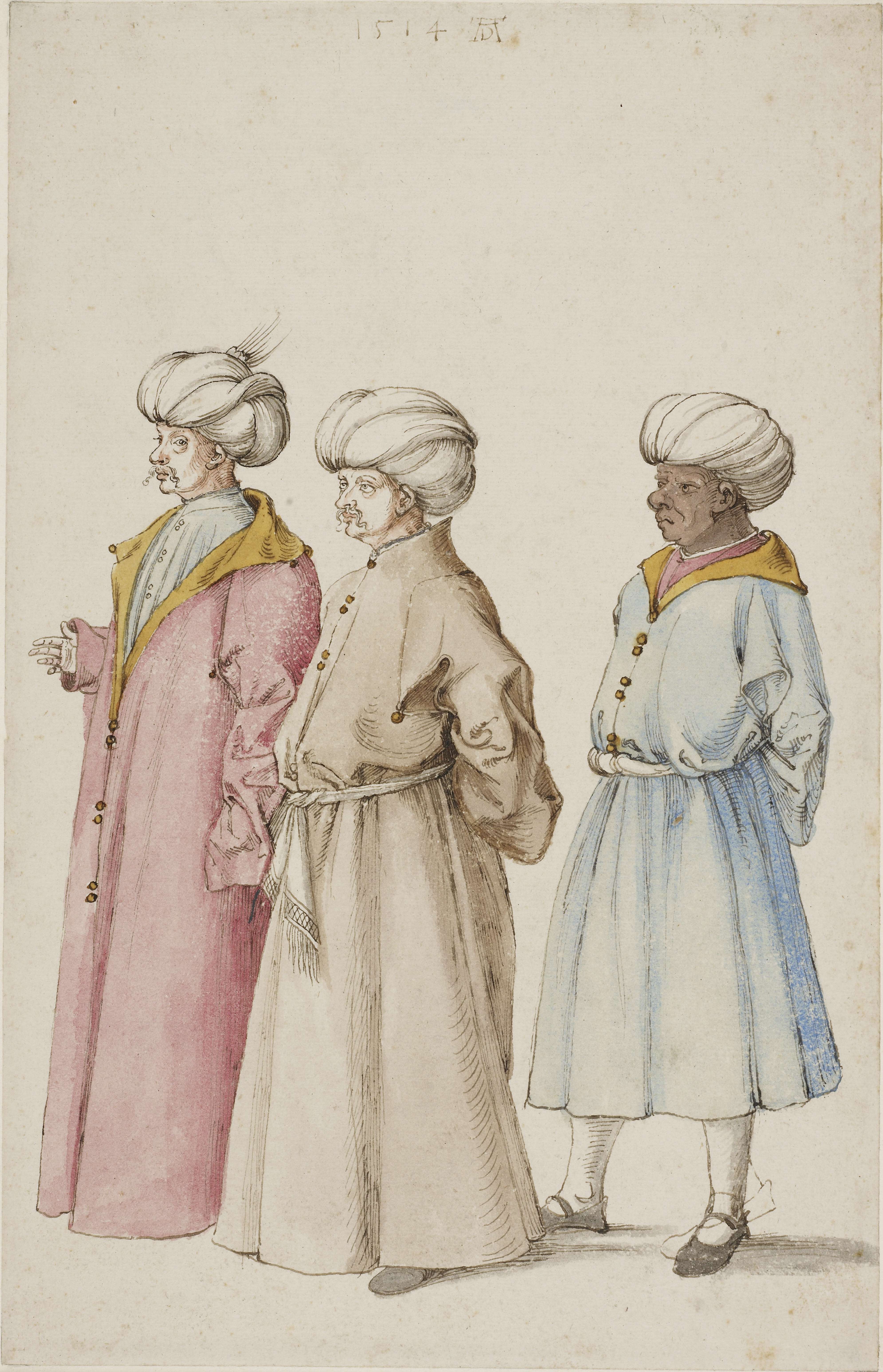
Orientaux, Londres

- Costume de deux femmes de Livonie (39 b), plume (dessin), encre brune, aquarelle, 18,4 × 19,5 cm, Cabinet Edmond Rothschild, musée du Louvre
- Dame de Livonie (39 c), plume (dessin), encre brune, aquarelle, 28,3 × 18,8 cm, Cabinet Edmond Rothschild, musée du Louvre

Les Orientaux
Venise, plus accessible aux marchands septentrionaux que Gènes, et ouverte aux produits de l'Asie Mineure et de l'Extrême-Orient, était le point de rencontre pour les hommes, les idées et les marchandises. Aujourd'hui encore, la basilique Saint-Marc est le témoignage monumental de l'influence considérable qu'exerçait l'Église orthodoxe. Les Turcs, successeurs politiques de Byzance, dont la menace s'était dangereusement rapprochée de l'Europe, étaient présents dans la ville et l'exotisme de leur costume constituait pour les artistes un sujet d'inspiration de choix.
- Archer oriental à Cheval (37), v. 1495 (?), dessin à la plume rehaussé d'aquarelle, 30,5 × 21 cm, la date au milieu : 1509, monogramme à droite, Albertina, Vienne[71]
- Deux Turcs de haut rang et leur esclave noir (40), 1514, dessin à la plume sur papier, rehaussé à l'aquarelle, 30 × 20,8 cm, en haut : le monogramme de l'artiste tracé par une main étrangère et la date, British Museum, Londres. Ce dessin est apparenté à celui réalisé par Gentile Bellini en 1496 pour le panneau Cortège sur la place Saint-Marc. Ce dessin de Bellini Deux Turcs de haut rang accompagnés de leur serviteur est toujours à la Galleria dell' Accademia à Venise. On suppose que Dürer a connu cette œuvre ou tout du moins une étude préparatoire.

## Représentation animales et végétales
« Ces célèbres études d'après nature du Jeune Lièvre ou de la Touffe d'herbe, où chaque poil du pelage et chaque brin de verdure est observé et rendu avec une dévotion quasi religieuse. »

### Les Animaux
Chez Dürer, les animaux peuvent avoir, eux aussi, une signification symbolique éclairant le contenu de l'œuvre, notamment lorsqu'il jouent le rôle d'attribut. C'est eux qui ont fourni le titre des premières gravures sur bois ou sur cuivre représentant la Vierge ou la Sainte Famille — signalons les lapins, le singe et la sauterelle. Pour donner un exemple de cette signification symbolique codifiée par la tradition, mentionnons la Madone aux Animaux, un dessin réalisé vers 1503 où l'abondance de la faune évoque le Paradis Terrestre — le renard, incarnation du mal, étant attaché à une longue laisse —. Voulant introduire un peu d'humour dans la scène, l'artiste a prêté aux animaux quelques-uns des traits anthropomorphes qu'ils possèdent dans les fables. Rappelons que celles d'Esope avaient connu une nouvelle popularité au cours de la seconde moitié du quinzième grâce à des éditions illustrées imprimées à Ulm et à Augsbourg en un assez grand nombre d'exemplaires. Pour revenir au dessin de Dürer, on peut supposer que chacun des animaux comme chacune des plantes — parmi lesquels on retrouve l'iris — est le résultat de dessins préparatoires individuels. Ce sujet plein de charmes devait probablement être utilisé pour une gravure sur cuivre. N'ayant pas réalisé son projet, l'artiste appliqua des couleurs à l'aquarelle sur deux des trois états de son dessin; ils sont conservés au Louvre et à l'Albertina de Vienne.
Le Lièvre

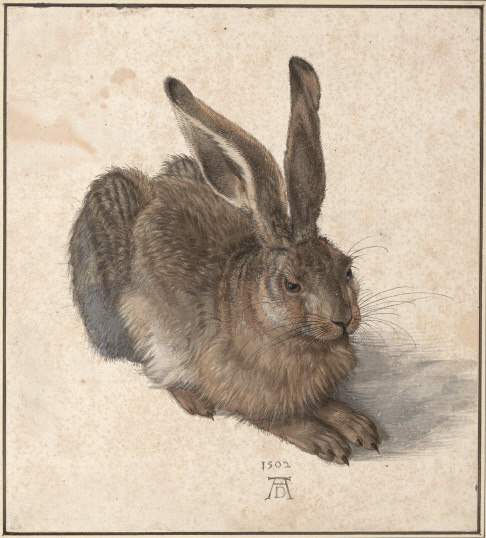
Lièvre, Aquarelle (1502), Albertina, Vienne

L'apposition du monogramme et d'une date, 1502, sur l'aquarelle intitulée Le Lièvre confirme qu'il s'agit là d'une œuvre achevée, autonome, et que l'auteur considère les animaux comme des sujets de tableau à part entière. Dans ce dessin Dürer a su saisir et traduire de façon convaincante l'aspect extérieur et la nature particulière de son modèle. Il a probablement eu devant les yeux un animal empaillé; toutefois le résultat final de l'œuvre n'en laisse rien deviner. Effrayé, le lièvre s'est recroquevillé mais il reste aux aguets, prêt à bondir et a détaler. Dürer a combiné la technique de l'aquarelle, très utile quand on désire obtenir un véritable fondu des teintes, à celle de la gouache, qui permet à l'artiste maniant un pinceau fin d'atteindre une très grande précision dans les détails. De cette façon, il est parvenu à rendre le moelleux de la fourrure, que l'observateur extérieur croit pouvoir sentir au toucher. Le blanc du papier se teinte ici et là de nuance rougeâtre ou grisâtre ou bien apparaît directement à certains endroits. Il se trouve donc pris en compte dans la composition chromatique, dont il est la valeur plus claire. Ce dessin a souvent été reproduit indépendamment du reste de l'œuvre. De là est née l'impression fausse que son auteur avait une vision idyllique de la nature. De telles études d'animaux conçue comme œuvre autonomes laissent précisément transparaître quelque chose de la menace que l'homme et la bête font peser l'un sur l'autre et des souffrances qui s'ensuivent lorsque celles-ci se concrétisent.
Tètes de cerf et de chevreuil
Parmi les reproductions de têtes d'ongulés ruminants, reproductions extrêmement minutieuses et parfaitement réussies, signalons la Tète de Cerf percée d'une Flèche et la Tête de Chevreuil, deux dessins à peu près contemporains qui vont bien au-delà de la simple peinture animalière — à cet égard, l'œil vitreux du premier cervidé est très impressionnant.

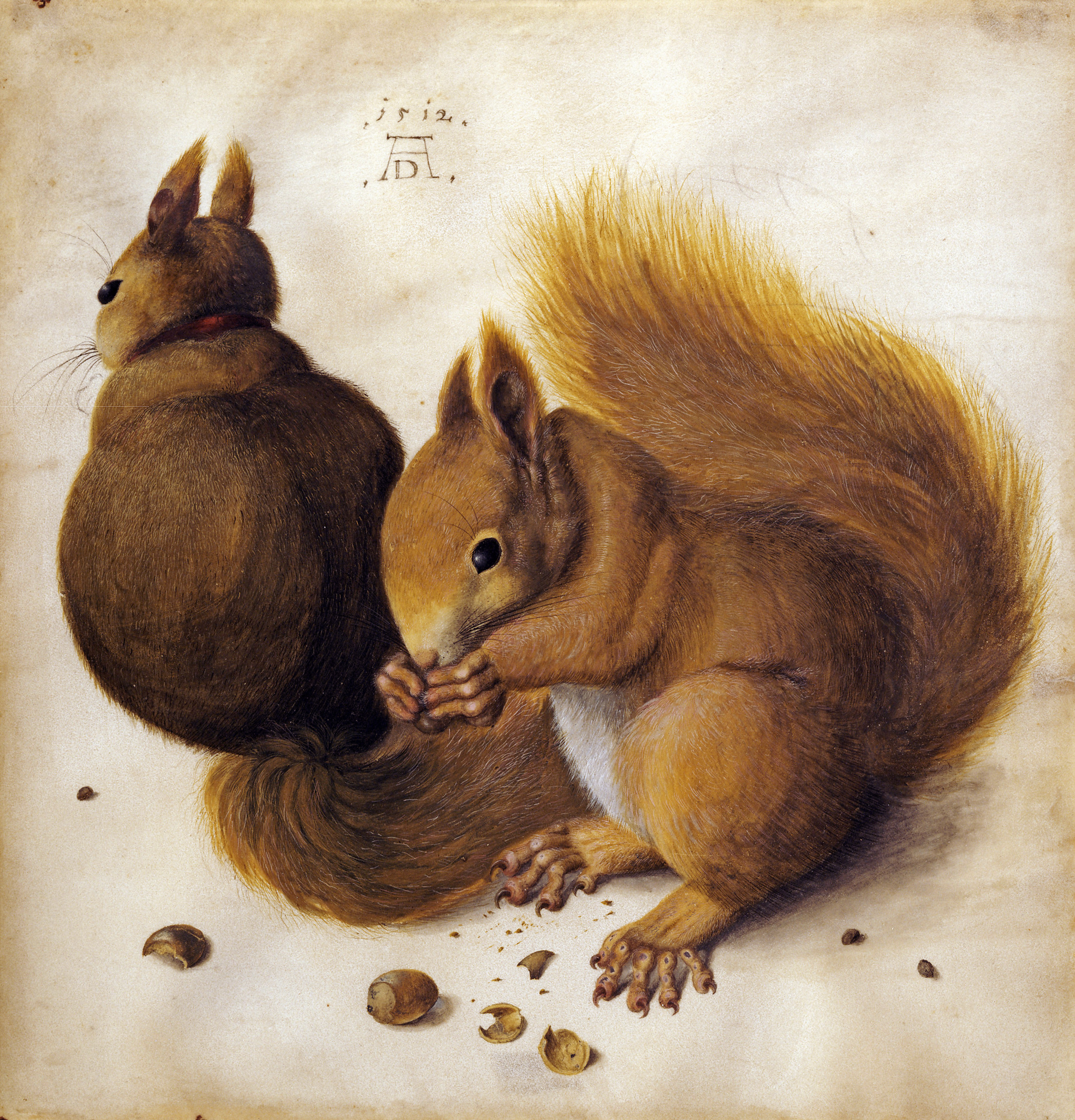
Deux écureuils, Aquarelle (1502), Collection Rosenthal, Vienne

- Deux écureuils (42), 1502, Collection Rosenthal, Vienne. Serait une copie selon les différents Catalogues raisonnés.
- Perroquet (43), Bibliothèque Ambrosiana, Milan
- Le Lièvre (44), 1502, aquarelle et gouache sur papier, 25,1 × 22,6 cm, en bas, le monogramme de l'artiste, au-dessus la date, Albertina, Vienne. Il existe une copie de Georg Hoefnagel dans le département des arts graphiques au musée du Louvre
- Trois études d'un bouvreuil (45), Escorial, Madrid
- Un Singe (46), Escorial, Madrid
- Tête de chevreuil (47), 1514, dessin au pinceau à l'aquarelle, 22,8 × 16,6 cm, en haut à droite, le monogramme ajouté par une main étrangère, à gauche à côté la date, Musée Bonnat, Bayonne. La date peut-être ajoutée par Hans Von Klumbach, n'est pas concluante.
- Tète de cerf percée d'une flèche (48), 1504, aquarelle sur papier rehaussée de blanc, achevé à la plume, 25,2 × 39,2 cm, en haut à gauche le monogramme, à côté la date, Cabinet des estampes, Bibliothèque Nationale, Paris
- Canard Mort (49), 1515, aquarelle et gouache sur parchemin rehaussé d'or, 23,3 × 12,7 cm, en haut, de chaque côté du bec le monogramme et la date, tous deux d'une main étrangère, Musée Calouste-Gulbenkian, Lisbonne. La date indiquée n'étant pas de Dürer lui-même, la naissance de l'œuvre peut-être située vers le début du XVIe siècle tout comme la plupart des représentations animale de Dürer
- Héron (50), Kupferstichkabinett Berlin
- Cormoran (51), Collection Strölin, Lausanne
- Oiseau de Paradis (52), Collection Kosh, Londres. Attribution contestée[73]
- Deux Oiseaux de Paradis (53), Bibliothèque universitaire, Erlangen. Attribution contesté[73]
- Lion femelle (53b), 1521, vélin, rehauts de gouache, plume (dessin), gouache, encre brune, aquarelle, datée et monogramme, Collection Rotchild, Musée du Louvre
- Deux Belettes (53c), 15,7 × 24 cm, Kupferstichkabinett Berlin
- Chauve-souris les ailes déployées, une autre les ailes repliées (53d), encre noire - encre de Chine - pinceau - rehauts de blanc - encre brune, 15,6 × 25 cm, Cabinets des Arts graphiques, musée du Louvre, Collection du marquis Charles de Valori, acquis en 1907.

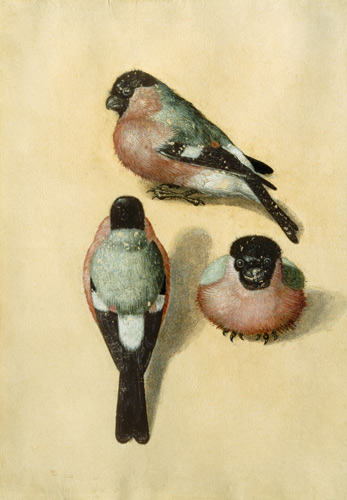
Trois études d'un bouvreuil 1495, Escorial, Madrid
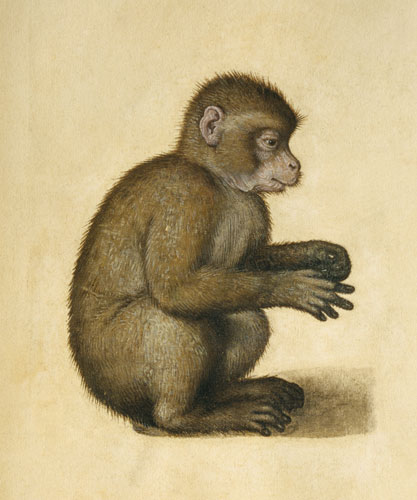
Un Singe, 1495, Escorial
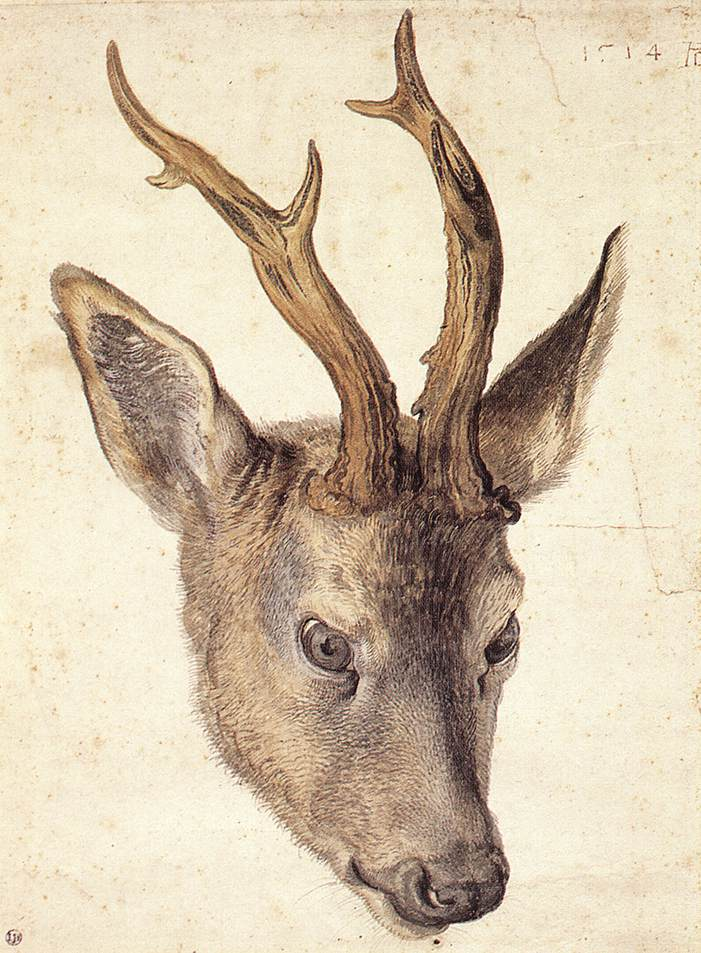
Tête de Chevreuil Musée Bonnat, Bayonne
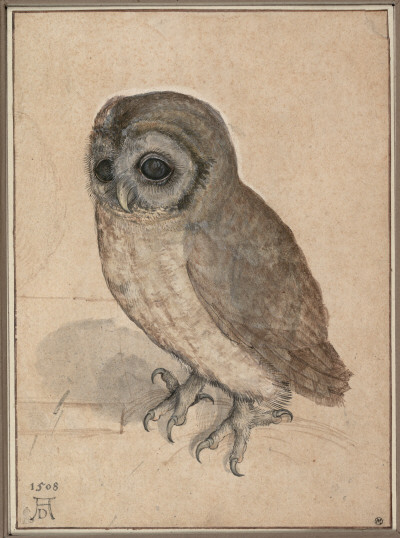
Chouette-effraie Albertina, Vienne
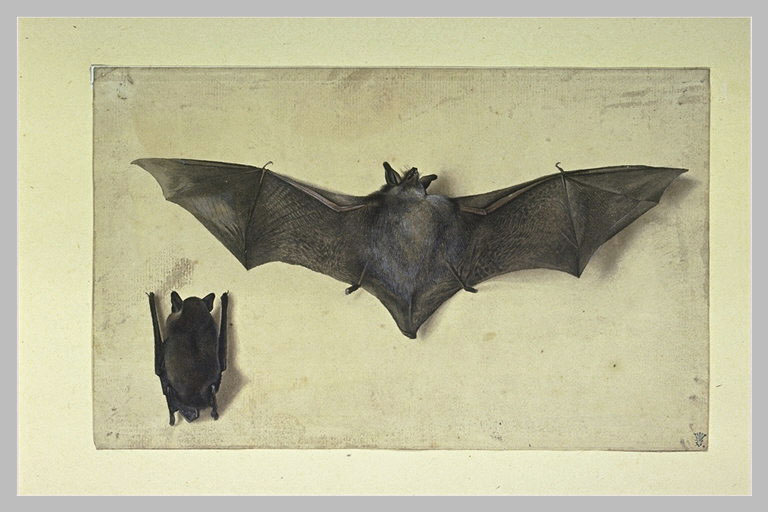
Chauve-souris Musée du Louvre

Autres études d'animaux pendant le voyage aux Pays-Bas
- Aile de rollier bleu ou Corneille bleue (71), 1512, (19,7 × 20 cm), en bas au milieu : monogramme de l'artiste, au-dessus, la date, Albertina, Vienne. Dürer utilisa des études semblables pour ses gravures sur cuivre de la série Némésis vers 1501-1502 et pour les Armoiries de la Mort en 1503. Par conséquent, l'exemplaire de l'Albertina de Vienne est une réplique d'après un modèle des années 1500, ou bien la date indiquée sur le parchemin n'est pas déterminante. Il s'agit probablement de Coracias garrulus, autrefois appelé corneille bleue (d'Edwards)[réf. nécessaire]. Une copie de cette aquarelle, encore attribuée à Albrecht Dürer dans l'inventaire Bonnat à Bayonne, a été en fait réalisée par Hans Hoffmann à partir de l'exemplaire original conservée à l'Albertina à Vienne.
- Rollier bleu mort (72), 1512, (27,4 × 19,8 cm), monogrammé et daté 1512 ou vers 1500[l], Albertina, Vienne.
- Elan (70), British Museum, Londres
- Tète de Morse (73), 1521, aquarelle et plume, monogramme, date et inscription autographe : das dosig thyr van dem ich do das hawbt conterfet hab, ist gefange worden in der niederlendischen see und was XII ellen lang brawendisch mit für [?] füssen. Dürer exécuta en effet ce dessin dans des conditions très inconfortables. La tradition voudrait que ce soit ainsi qu'il ait contracté des fièvres qui devait miner sa santé. L'animal était mort depuis quelque temps quand il le dessina. Londres British Museum (Sloane)
- Lion debout tourné vers la gauche (74), Albertina, Vienne
- Lion debout, tourné vers la droite (75), Ancienne collection Breuer, Vienne
- Lion couché (76). Comme le graveur Hollar tira d'après Dürer la gravure d'un autre lion, on peut supposer l'existence d'une troisième aquarelle analogue aux deux précédentes.
- Museau de Bovin (77), monogramme, date fausse de 1523, Londres British Museum
- Museau de Bovin, de profil (78), Londres British Museum
- Lucane Cerf-Volant (80), 1508, aquarelle rehaussée à la plume, Collection Oppenheimer, Londres
- Hiboux (81), 1508, aquarelle rehaussée à la plume, Albertina, Vienne
- Un lévrier (83), dessin au pinceau sur parchemin, Collection royale, Château de Windsor. Étude d'après nature qui sera ensuite transposée dans la gravure représentant Saint-Eustache[65]

Aile de « corneille bleue » 1512, Albertina
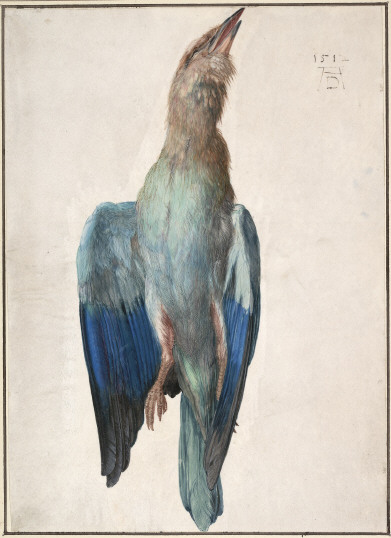
Corneille Bleue, 1512, Albertina
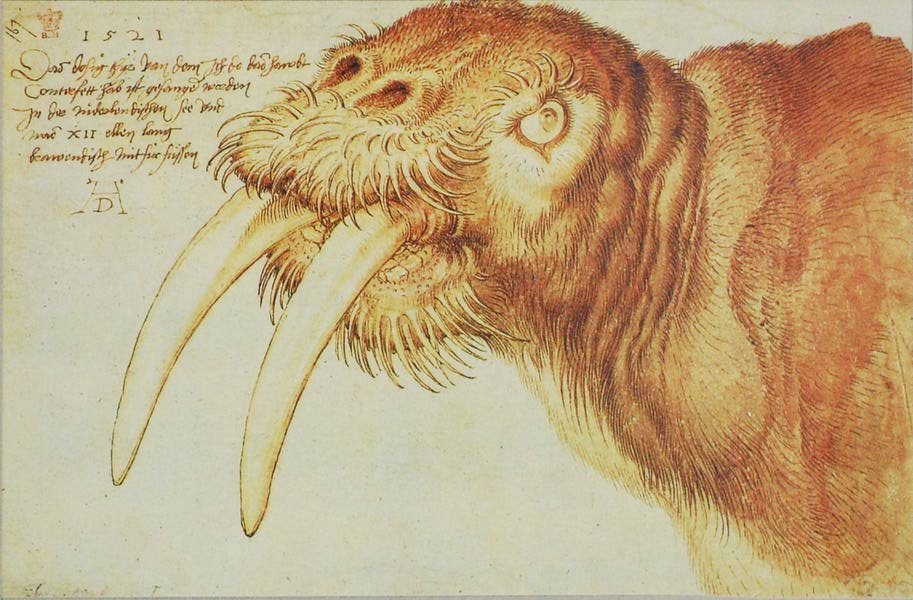
Tête de Morse 1521, British Museum
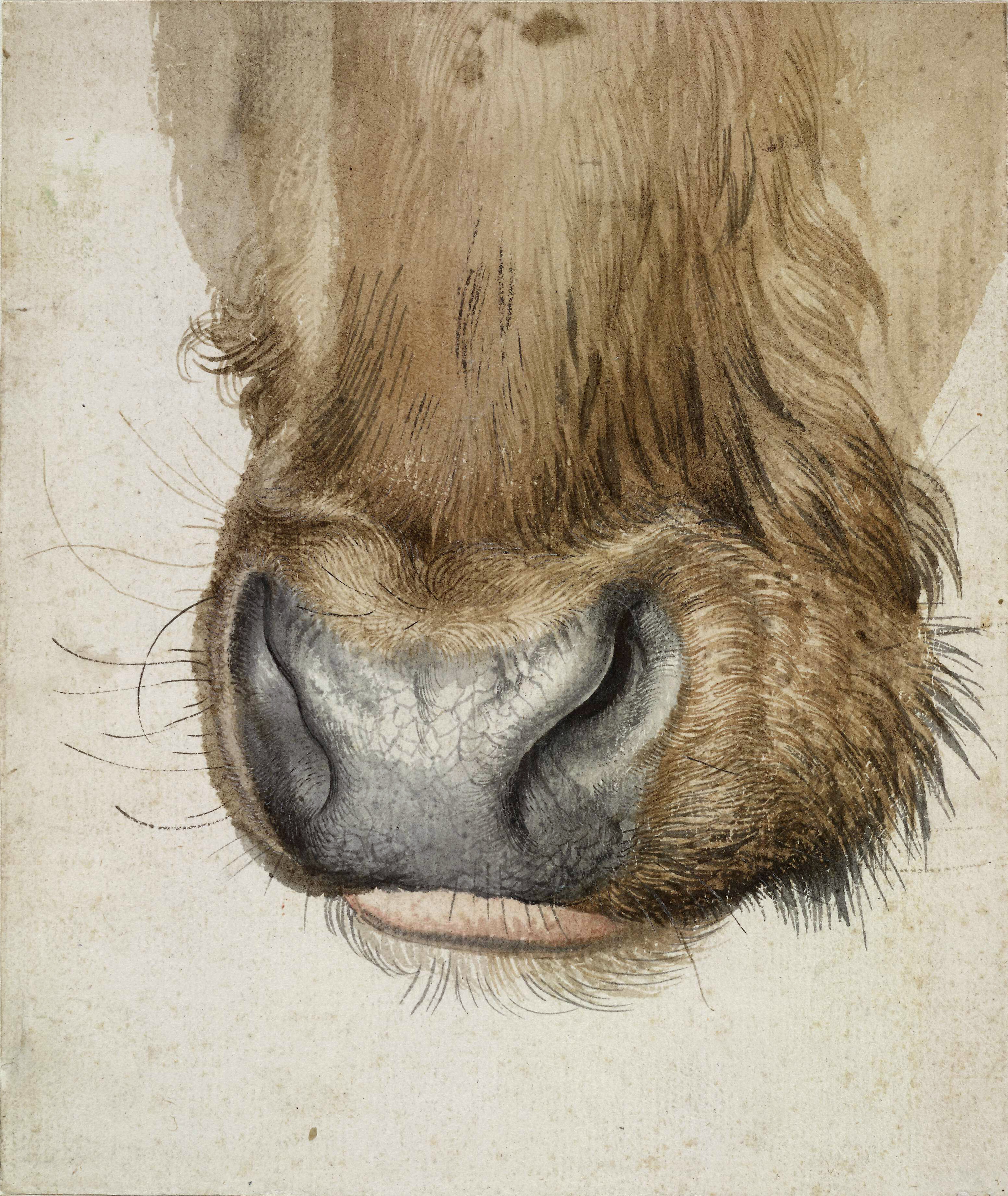
Museau de Bovin British Museum

### Les Arbres et les plantes
Qu'il traite tel ou tel sujet en le situant dans un paysage, Dürer fait toujours preuve d'une connaissance intime de la nature. Cette connaissance est le résultat d'un travail de longue haleine et concerne autant la nature sauvage que la nature transformée et façonnée par la main de l'homme. Cette importance accordée par Dürer à la nature et à une reproduction fidèle et vivante de ce qu'on peut y voir est un des principaux apports de ce peintre dans le domaine de l'art. Signalons qu'il a eu la possibilité de s'appuyer sur les progrès réalisés en la matière au cours du XVe siècle. Les dénominations attribuées autrefois aux arbres et aux plantes avaient été remplacées par une terminologie nécessitant des études de botanique précises. Une fois qu'on avait réussi à reproduire un végétal de façon satisfaisante, la planche devenait un bien commun pouvant être transmis d'un atelier à l'autre.
Études d'arbres
Il semble que ces études d'arbres furent réalisées avant son voyage à Venise. Par contre le sapin serait réalisé après son retour à Nuremberg :
- Trois Tilleuls (3), 1489-1490, aquarelle et gouache sur parchemin, 34,4 × 27,9 cm, autrefois a Brême, Kunsthalle (dérobée pendant la guerre).
- Un tilleul sur la saillie d'un bastion (4)[74], 1489-1490, aquarelle et gouache sur parchemin, 34,3 × 26,7 cm, Musée Boymans-van Beuningen, Rotterdam. Réalisée à la même période que les aquarelles représentant La Tréfilerie sur la Pegnitz
- Sapin (24)[75], 1495-1497, aquarelle et gouache sur parchemin, 29,5 × 19,6 cm, British Museum, Londres

L'iris

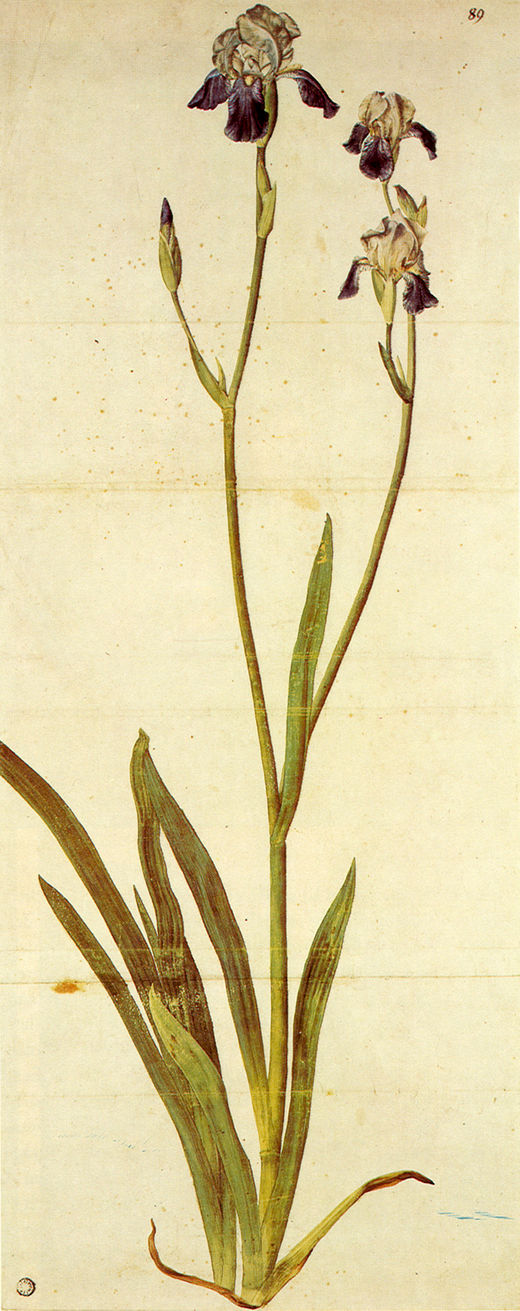
Iris
1503, Kunsthalle Brême

En ce qui concerne la peinture nurembergeoise, il a été possible de reconstituer l'itinéraire suivi par des planches représentant un iris, emblème de la Vierge, qui sont apparues pour la première fois dans l'entourage de Hans Pleydenwurff et dont on a ensuite fait profiter l'atelier de Michael Wolgemut.
Une reproduction grandeur nature de cette fleur, conservée au Kunsthalle de Brême, est attribuée à Albrecht Dürer. Ce grand dessin, rehaussé d'aquarelle et gouachée a été exécuté avec une grande minutie. Il fait partie d'une série d'études de plantes qu'il est difficile de dater et de mettre en relation avec le reste de l'œuvre de l'artiste. D'autres travaux similaires et de la même qualité ont très probablement servi à préparer des bois gravés illustrant des traités d'herboristerie — ils datent de la même époque ou sont légèrement postérieurs —.
Les planches florales de l'Albertina à Vienne
Signalons l'existence de cette série de planches attribuées à Albrecht Dürer et exposées à l'Albertina de Vienne. Il les a toutes réalisées sur parchemin et les a datées après coup de 1526. Ce type de support, qu'il utilisait volontiers au début de sa carrière, possède malheureusement une capacité d'absorption assez limitée et ne permet donc pas d'obtenir l'effet de transparence et de légèreté propre à l'aquarelle. En conséquence, on a quelque difficulté à comparer de telles œuvres à celles qu'il a dessinées sur papier et qui sont mieux conservées.
Le Panicaut de son autoportrait de 1493
La première étude de plante du jeune peintre est le panicaut de l'autoportrait de 1493, une fleur qu'on appelle aussi la fidélité masculine. Bien que réalisé d'après nature, ce détail du tableau est nettement marqué par le gothique tardif et l'on n'aurait guère de mal à lui attribuer une date sans se référer à l'ensemble de l'œuvre.
La Grande Touffe d'herbes
Autant la reproduction d'une plante isolée de son environnement conserve toujours quelque chose d'artificiel, autant La Grande Touffe d'herbes de Dürer donne vraiment l'impression d'être une "tranche de nature". Cette œuvre, peinte à l'aquarelle et à la gouache sur papier aujourd'hui fortement jauni, représente le microcosme d'une prairie, à savoir des plantes de familles et de tailles différentes, vues au ras du sol. Il s'agit de l'achillée, du pissenlit, du pâturin annuel ainsi que du grand plantain.
En bas à droite, on peut découvrir, non sans difficulté, la date de 1503, tracée au pinceau.
Dürer n'a pas réparti au hasard les éléments de son tableau, en se laissant guider par un point de vue esthétique. À travers une sorte de treillis de brins d'herbes, on aperçoit, dans un plan intermédiaire, les feuilles larges et translucides du plantain, bien mise en valeur par le rideau d'herbe — comprenant un pissenlit — qui, à l'arrière-plan, ferme l'horizon et va s'éclaircissant vers la gauche. Issues d'une zone d'ombre, tiges et fleurs sont nettement espacées et ressortent bien sur le fond autrefois blanc du papier. D'un jaune ocre franc, les pédoncules et capitules du pissenlit se détachent timidement de la masse verte. La taille et l'aspect de chaque plante sont rendus avec une extrême précision. Par son travail sur la composition et le jeu des couleurs, l'artiste réussit à donner l'illusion de la profondeur. En laissant un certain espace autour de la touffe, il lève le voile sur le processus de croissance et de mort des végétaux dont celle-ci est le théâtre. Aucune autre œuvre représentant une plante et attribuée à Dürer n'atteint cette qualité d'invention et d'exécution. À noter qu'il existe une Petite Touffe d'herbes.
Le Bouquet de Violettes

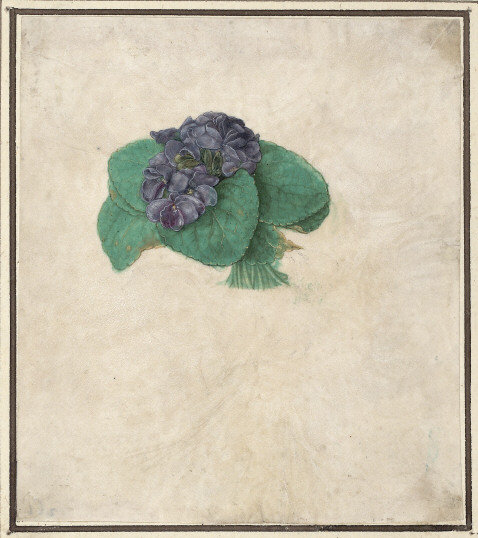
Bouquet de Violette
1502, Albertina

C'est aussi le cas du célèbre Bouquet de Violettes. On reconnaît la main du maître dans le traitement des pétales et notamment les variations raffinées des tons violets, variation provoquée par le jeu de l'ombre et la lumière. En revanche, feuilles et tiges semblent n'avoir pas de structure, ce qui est probablement dû à des retouches ultérieures.

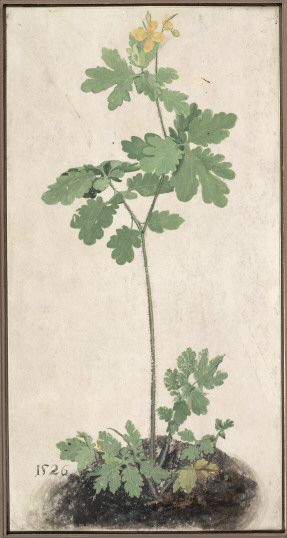
La Chélidoine
1526 ? Albertina de Vienne

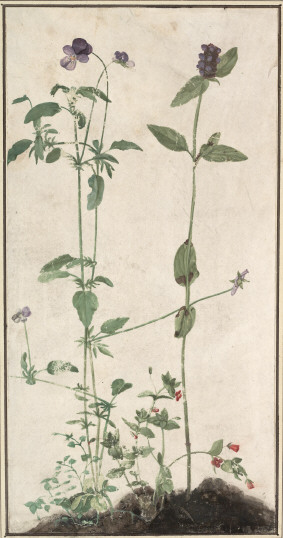
Violette, mouron rouge et ...
1526 (?) Albertina de Vienne

- Iris (79), Monastère, San Lorenzo, Escorial
- Iris (54), 1503, aquarelle et gouache, 73 × 31 cm, Kunsthalle Brême
- La Grande touffe d'herbe (55), 1503, aquarelle et gouache, 41 × 31,5 cm, Albertina, Vienne. Sur ce bout de pré on reconnaît comme éléments botaniques : le mille-feuille, achillea millefolium; le pissenlit, taraxacum officinale; le pâturin, poa pratensis; et le pâturin à feuille large, plantago major mais un botaniste avisé pourrait reconnaître d'autres variétés de plantes, y compris en ce qui concerne les graminées qui donnent le titre à cette aquarelle[réf. nécessaire].
- Renoncule, trèfle pourpre, et plantain (55)[76], 1526, Providence Museum. Anciennement Collection Comte Andréossi
- La Buglosse officinale (56), autrefois à Brême, Kunsthalle (dérobée pendant la guerre). Anchusa officinalis
- Bouquet de Violettes (57), aquarelle sur parchemin, 11,7 × 10,4 cm, Albertina, Vienne
- La petite Touffe d'Herbe (58), plantain, etc. Albertina, Vienne
- Renoncule (59), Collection Bale, Londres
- Grande Chélidoine (60), Albertina, Vienne
- Ancolie (61), Albertina, Vienne
- Pensée, Primevère et Pied-d'Alouette (62), Albertina, Vienne
- Lys Martagon (63), autrefois a Brême, Kunsthalle (dérobée pendant la guerre).
- Huit études de fleurs des champs (64), 27,9 × 34 cm, Musée Bonnat, Bayonne
- Pied de tabac (64b), 35 × 11,2 cm, Musée Bonnat, Bayonne
- Fleur de Lys (65), 1526, aquarelle sur vélin, 9,7 × 11,8 cm, Musée Bonnat, Bayonne
- Pivoine (66), Bibliothèque d'État de Bamberg
- Pivoine (67), Albertina, Vienne
- Pivoine (68), Kunsthalle, Brême
- Primevère (69), 1526, Cabinet Edmond Rothschild, Musée du Louvre, Paris. Primula veris ?
- Chélidoine (69b), 1526, (28,8 × 15 cm), Albertina, Vienne. Chelidonium majus

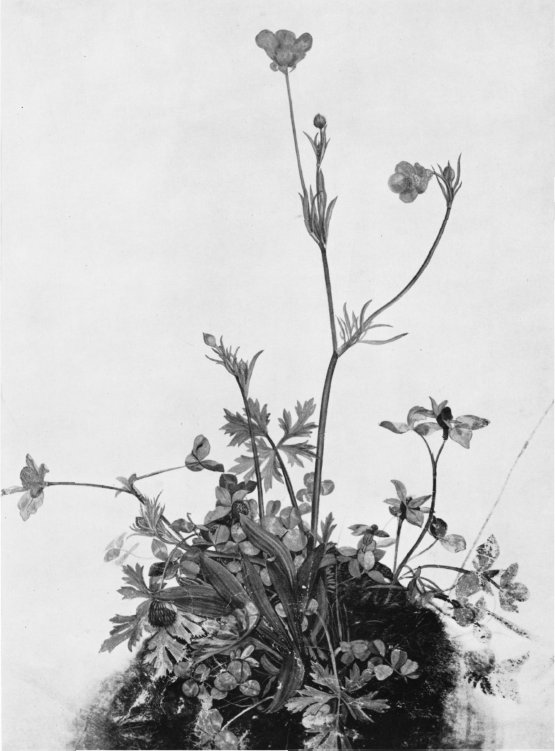
Renoncule, trèfle rouge et Plantain 1526, Kunsthalle Brême
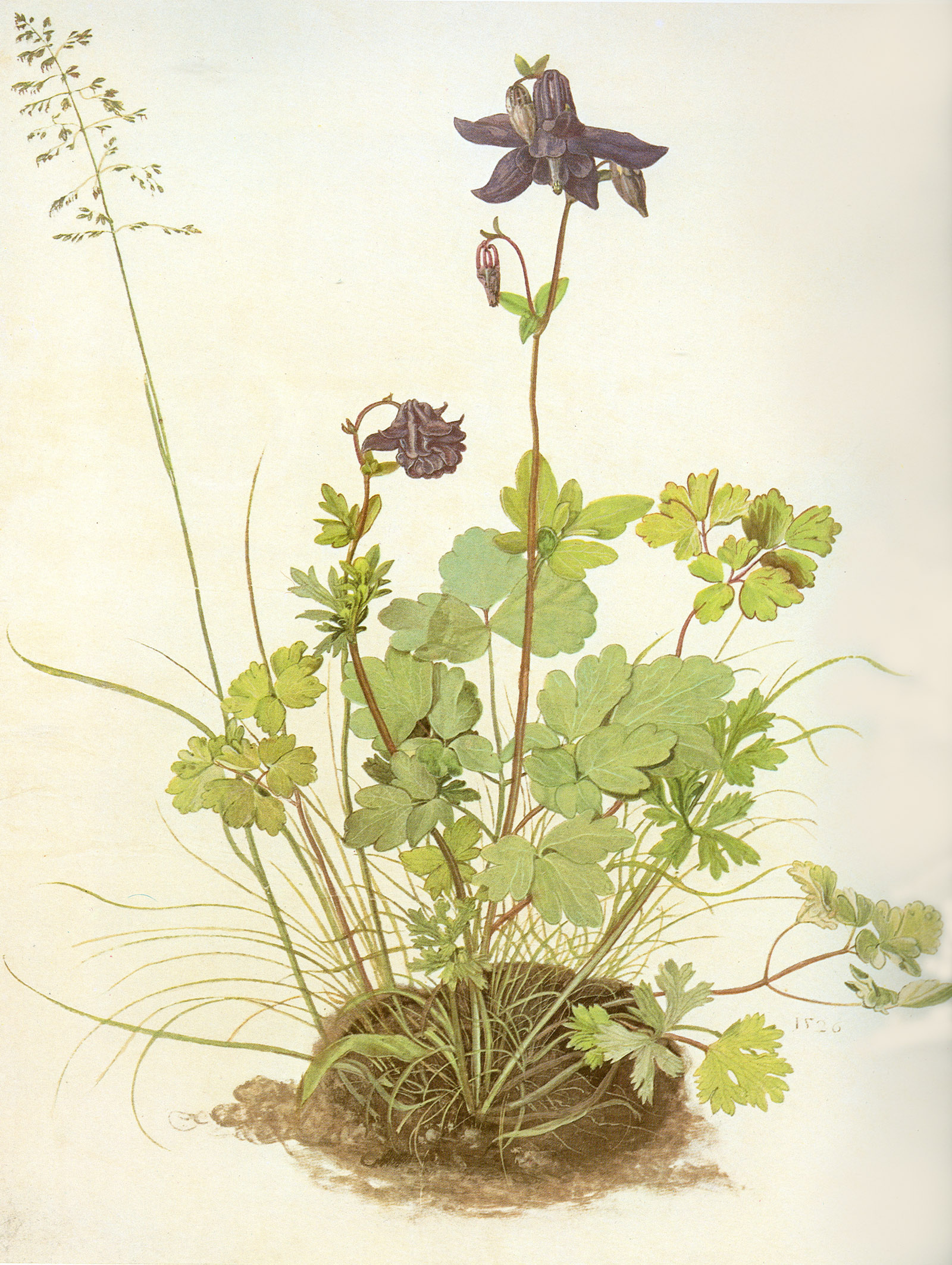
Ancolie Albertina
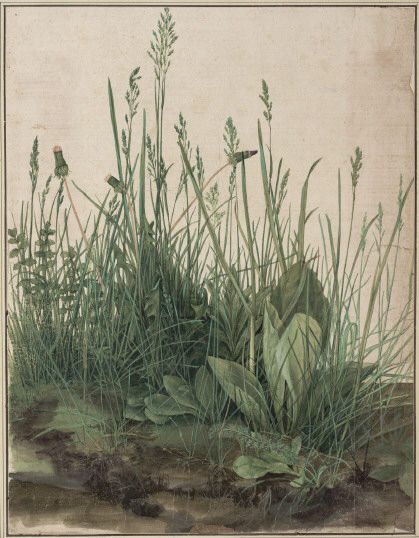
La Grande Touffe d'herbes 1503, Albertina de Vienne
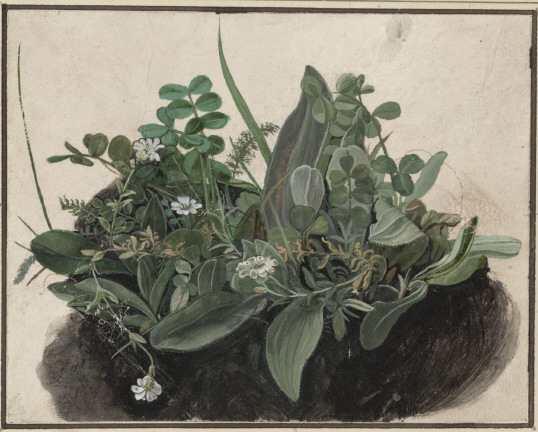
La Petite Touffe d'herbes Albertina de Vienne
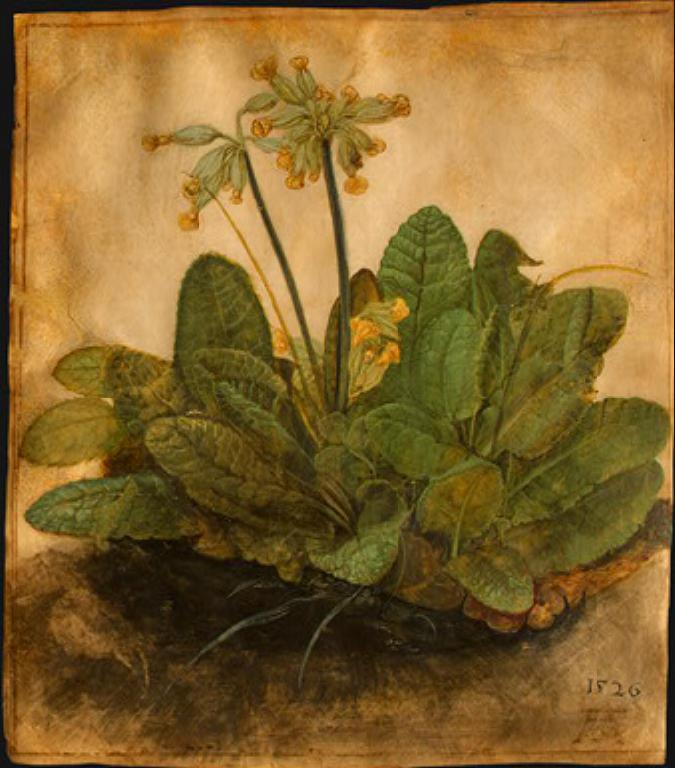
Primevère 1526, Musée du Louvre

## Un Songe ou une Vision

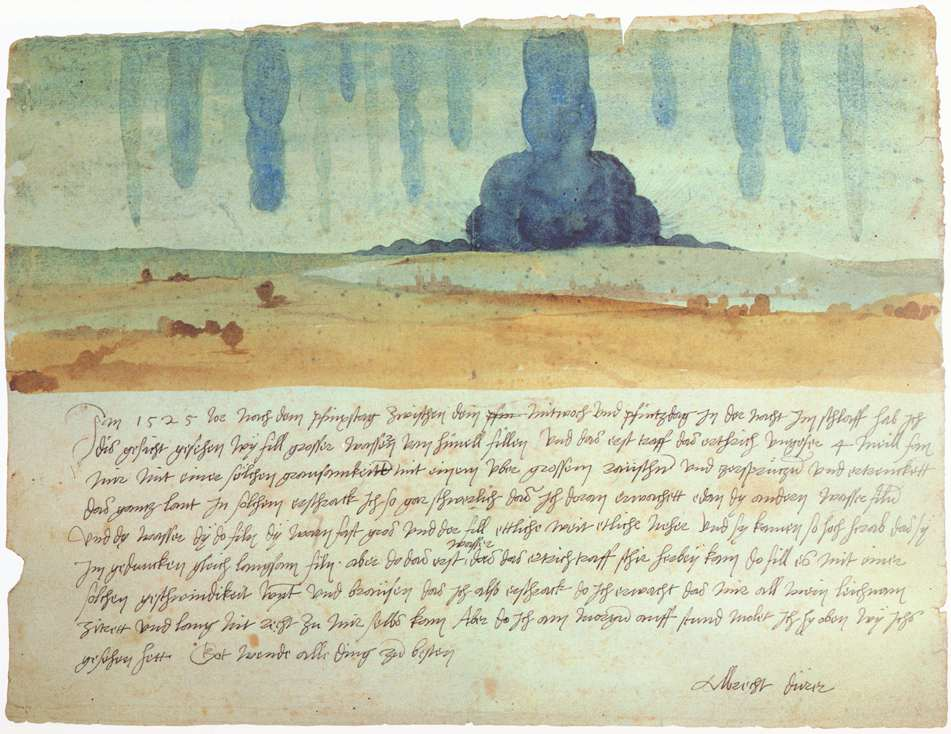
Le déluge, Albertina, Vienne

La nature de Dürer ne s'est jamais manifestée de manière plus saisissante que dans ce dessin rehaussé d'aquarelle où il a tenté de fixer une vision de cauchemars, qui le laissa tout tremblant à son réveil.
De ce dessin qui montrent d'énormes cataractes se déversant du ciel il a laissé une explication : 

« En l'année 1525, dans la nuit du mercredi au jeudi après la Pentecôte, j'ai eu dans mon sommeil la vision de maintes immenses chutes d'eau tombant des cieux. Et la première frappa la terre à environ quatre milles de moi, avec une grande violence et un bruit terrible, et elle noya tout le pays. J'en fus si terrifié que je me réveillai avant que ne tombassent toutes les autres eaux. Et elles étaient énormes, Les unes tombaient très loin, les autres, plus près, et elles se précipitaient d'une telle hauteur qu'elles semblaient tomber à une vitesse égale. »

Même en proie à cet affreux cauchemar, Dürer ne peut s'empêcher d'évaluer le nombre de kilomètres qui le sépare de cette catastrophe imaginaire ni d'établir un rapport logique entre la vitesse apparence des chutes d'eau, leur distance et leur hauteur.
- Le Déluge ou La Vision (86), aquarelle sur papier, 30 × 42,5 cm, en bas, un assez long commentaire de Dürer et la date de 1525, Kunsthistorisches Museum, Vienne. Dürer évoque dans cette aquarelle, ainsi que le précise le texte accompagnateur, le rêve d'un déluge descendu du ciel. Il fit ce rêve au cours du mercredi au jeudi pendant la Pentecôte de l'année 1525 (le 7/8 juin).

Le collectionneur d'Innsbruck Anton Pfaudler — décédé en 1822 — légua l'aquarelle à la collection Ambras. Elle fut insérée en 1822 dans la collection Ambras, un recueil de gravures et de dessins de Dürer de la collection de l'archiduc Ferdinand du Tyrol.

## Attribution contestées

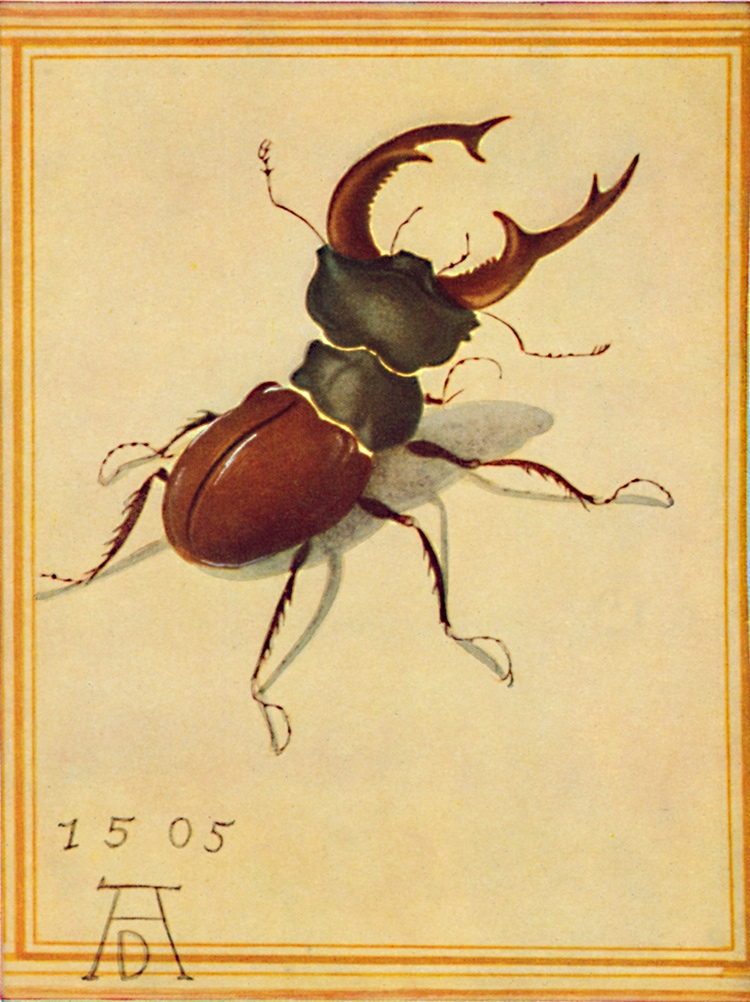
Lucane Cerf-Volant, Collection Oppenheimer, Londres

- Lucane Cerf-Volant (80), 1508 aquarelle rehaussée à la plume, Collection Oppenheimer, Londres. Attribution contestée par plusieurs auteurs

### Monographies
- Ervin Panofsky, Albrecht Dürer, Hazan, 2004.
- (en) C. Dogson, Dürer drawings in colour, line and wash in the Albertina, Londres, 1928.
- (de) Friederich Piel, Albrecht Dürer. Aquarelle und Zeichnungen, Cologne, 1983, 155 p..
- L. Grote, Durer, Genève, 1965.
- Peter Strieder, Dürer, Fonds Mercator, 1982.
- (de) F. Lippman, Zeichnungen von Albrecht Dürer in Nachbildungen, Berlin, Winkler Ed. (7 vol), 1929 (1re éd. 1833).
- (de) W. Koschatsky, Albrecht Dürer, Die Landschaftaquarelle, Vienne, Ortlischkeit, Datierung, Stilkritik, 1971.
- (de) Kristina Hermann-Fiore, Das problem die Datierung bei Dürers Landschaftsaquarellen, Franfurt, Ed. Hubala, 1971-1972, p. 122-142.
- (de) Kristina Hermann-Fiore, « Dürers neue Kunst der Landschaftsaquarelle », dans Albrecht Dürer (catalogue exposition), Vienne, Albertina, 2003.
- Jean Selz, Albrecht Dürer : le peintre, le graveur et le théoricien, 1996.
- (de) H. Wölfflin, Die Kunst Albrecht Dürer, Munich, 1943.